# العلم في 2015
وقعت العديد من الأحداث العلمية البارزة في عام 2015. فقد تطور تحرير الجينات المبني على كريسبر كثيرًا. كما وصف هومو ناليدي لأول مرة، وهو نوع جديد مشابة للإنسان. تمت زيارة الكوكبين القزمين بلوتو وسيريس بالسفن الفضائية لأول مرة. وأيضًا أعلنت الأمم المتحدة عام 2015 هو العام الدولي للتربة والتكنولوجيا المبنية على الضوء.

## الأحداث

### يناير
- 2 يناير
  - أشارت دراسة نشرت في مجلة ساينس الدورية إلى أدلة تظهر أن البروتين يتجمع جزئيًا مع بروتين آخر دون توجهات جينية. وبذلك محضت النظريات السابقة.[2]

- 3 يناير

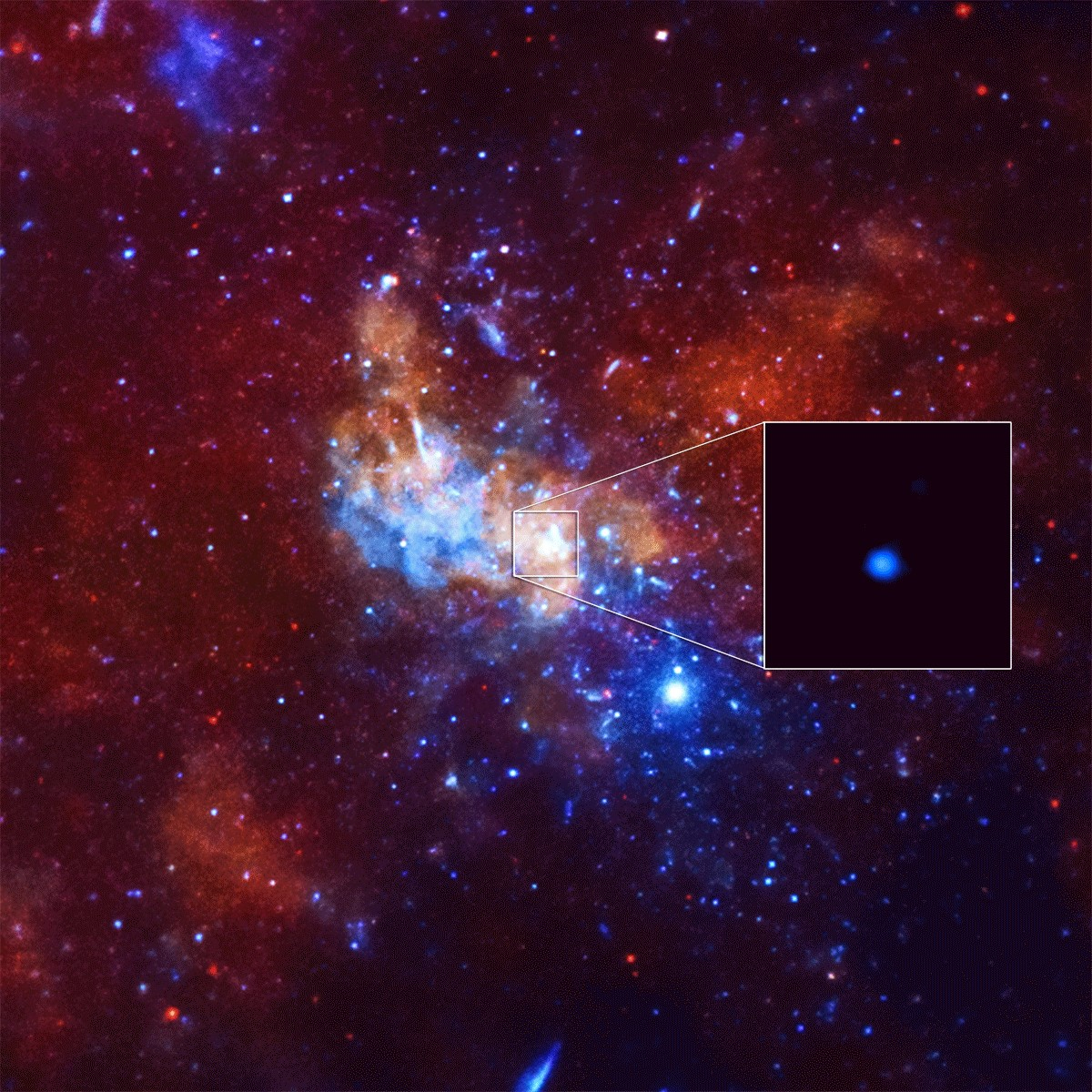
5 يناير: الكشف عن توهج أشعة سينية غير معتاد من الرامي أ*، وهو ثقب أسود فائق الضخامة في منتصف مجرة درب التبانة.

  - خَلّق كيميائيون إيرانيون من جامعة فردوسي في مشهد وقودًا حيويًا من زيت فول الصويا لتقليل التلوث الناتج عن وقود أحفوري.[4]
- 5 يناير
  - علماء من الولايات المتحدة والممكلة المتحدة عرّفوا الخريطة الجينية لحوت مقوس الرأس وتعرفوا على الجينات المسؤولة عن دورة عمره التي تبلغ 200 عام، أطول من أي ثديّ آخر.[5][6][7][8][9]
  - وكالة الأرصاد الجوية اليابانية تعلن أن عام 2014 هو أشد الأعوام حرارة عالميًا على الإطلاق، متجاوزًا الرقم السابق لعام 1998.[10]
  - طوّر باحثون مركبًا يتسبب في استجابة التمثيل الغذائي للفئران كأنهم قد تناولوا طعامًا، مما يجعل أجسامهم تحرق دهونًا لإفساح المجال لسعرات جديدة.[11] من الممكن أن تبدأ التجارب على البشر خلال عامين.[12]
  - دراسة تكتشف سبب الزلزال الذي شعر به سكان أوهيو في مارس 2014، والسبب هو التصديع المائي.[13]
  - أعلنت ناسا ملاحظة توهج أشعة سينية أقوى ب400 مرة عن المعتاد، وهو رقم قياسي، ناتج عن ثقب أسود فائق الضخامة يدعى الرامي أ*، في منتصف مجرة درب التبانة.[3]
- 6 يناير
  - طوّر علماء الفلك طريقة للاستدلال على عمر النجوم بدقة من سرعة دورانها.[14]
  - ناسا تعلن اكتشافها الكوكب الـ1000 خارج المجموعة الشمسية بواسطة تلسكوب الفضاء كبلر. وجد أن ثلاثة من الكواكب المؤكدة حديثًا تدور في النطاق الصالح للحياة لنجومهم، اثنان منهما، كيبلر 438 بي وكيبلر 442 بي، تقريبًا في حجم الأرض، ومن المحتمل أن تكون طبيعتهم صخرية؛ والثالث، كيبلر 440 بي، هو أرض هائلة.[15][16][17][18]
- 7 يناير
  - دراسة جديدة توضح أن البشر صاروا يجرفون التربة مئة مرة أسرع من عملية التجريف الطبيعية.[19]
  - دراسة جديدة تبين أنه للحفاظ على الاحتباس الحراري أقل من درجتين سليزيوس هذا القرن، يجب عدم المساس بما يقرب من 80% من احتياطي الفحم و50% من احتياطي الغاز و30 من احتياطي الوقود.[20][21]
  - مقال منشور في مجلة نيورون (بالإنجليزية: Neuron)‏ يشرح عدد من الدراسات الحديثة التي تظهر أن التصوير العصبي يمكن أن يساعد في التنبؤ بمستقبل الشخص في التعليم والجريمة والسلوكيات المتعلقة بالصحة واستجابته للعقاقير أو العلاجات السلوكية.[22]
  - لأول مرة في العالم، لاحظ باحثون من نيوزيلاندا تحرك دي أن إيه الميتوكندريا بين الخلايا في الفئران ويتسبب في نمو السرطان.[23][24]
  - أنتج باحثو جامعة تربية مدرس غشاء سيراميكي مسامي له استقرار حراري عال.[25]
- 8 يناير
  - حدّدت تقارير ناسا، وبدرجة عالية من الدقة، المركز الدقيق لكوكب زحل وأقماره – بما يقرب من 4 كيلومتر.[26]
  - لاحظ علماء الفلك نجمًا نيترونيًا ينزلق بعيدًا عن أنظارهم بسبب تشوه في الزمكان الذي يخلقه مداره. من المتوقع أن يظهر النجم مرة أخرى خلال حوالي 160 عامًا.[27][28]
- 9 يناير
  - اكتشاف نوع جديد من الإكتيوصور يشبه خليط بين دولفين وتمساح في اسكتلندا. وعاش ديركمهارا شاوكروسي منذ بداية وحتى منتصف العصر الجوراسي، أي من حوالي 170 مليون عام.[29][30][31]
  - صنع باحثون إيرانيون وأرجنتينيون مستشعرًا حيويًّ باستخدام ألواح الغرافين.[32]
  - طبّق باحثون إيرانيون من جامعة طهران أغطية من مركبّات نانوية لتحسين قوة وعمر مُكونات الخرسانة.[33]
- 13 يناير
  - جامعة ديوك تكشف عن أول عضلة بشرية تنقبض تم تنميتها في المختبر.[34][35]
- 14 يناير
  - ناسا ووكالة الفضاء الأوروبية تحتفلان بمرور عشر سنوات على هبوط مسبار كاسيني-هايجنز على قمر تيتان، أكبر أقمار كوكب زحل.[36] (صورة).
  - أعلنت كلية لندن الجامعية عن دراسة توضح أنه بحلول عام 2050، لن يموت أحد دون الثمانين نتيجة السرطان.[37]
  - تسارع ارتفاع منسوب البحار خلال العقود المنصرمة قد تم الاستهانة به بشكل ملحوظ وفقًا لدراسة حديثة من جامعة هارفارد.[38][39]
- 15 يناير
  - أطال الباحثون فترة عمر ذبابة الفاكهة بنسبة 60 بالمئة باستخدام طريقة يمكن أن تؤدي يومًا ما لصناعة علاجات مضادة لتقدم عمر البشر.[40]
  - سلسلة من 24 مؤشر عالميّ، نشرت في صحيفة "أنثروبوسين ريفيو (بالإنجليزية: Anthropocene Review)‏" تظهر أن ما يفعله البشر هو المحرك الرئيسي الآن لنظام الأرض.[41][42]
  - أنتج علماء إيرانيون من جامعة طهران جهاز استشعار يقوم بقياس سكر الدم لمرضى السكري عن طريق قياس تركيز الأسيتون في الزفير.[43]

- 16 يناير

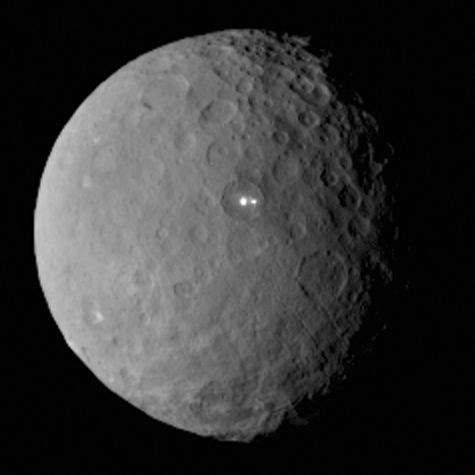
19 يناير: الكوكب القزم سيريس كما يبدو من مسبار داون يوم 19 يناير 2015.

  - أعلنت ناسا أنها قد عثرت على بيغل 2 الذي اعتقد بأنه قد فقد عام 2003 على سطح المريخ، وهي مركبة فضائية بنتها المملكة المتحدة. عثرت عليها ناسا على السطح في منطقة إزيديس بلانيشيا (بالإنجليزية: Isidis Planitia)‏ (الإحداثيات على المريخ: 11°31′35″N 90°25′46″E / 11.5265°N 90.4295°E)[45] وتم التعرف على المسبار من خلال الصور عالية الدقة التي التقطها مارس ريكونيسانس أوربيتر وأظهرت أنه سليمة.[46][47][48]
  - أعلنت ناسا ونوا أن عام 2014 هو العام الأكثر ارتفاعًا في درجات الحرارة عالميًا.[49][50][51]
- 19 يناير
  - عرضت ناسا صورًا متحركة للكوكب القزم سيريس من خلال مسبار داون.[44][52] (صور متحركة: 13 يناير 2015 - 4 فبراير 2015)
  - بملاحظة تأثيرات الجاذبية على الأجرام الوراء نبتونية الهائلة، سلّم العلماء بأن زوجًا من الأجسام بحجم الأرض ربما تكون مخفية في حافة المجموعة الشمسية.[53]
- 20 يناير
  - أبحاث معهد ماساتشوستس للتكنولوجيا: عزل ثاني اكسيد الكربون على المدى البعيد كوسيلة لتخفيف تغير المناخ سيكون تحقيقه أصعب مما كان يعتقد نتيجة صعوبات تحويل الغاز للحالة الصلبة.[54]
- 22 يناير
  - كجزء من مشروع أوبن وورم (بالإنجليزية: Open Worm Project)‏، رسم العلماء خريطة لدماغ دودة (ربداء رشيقة)، وأنشأوا برنامجًا لمحاكاة نظامها العصبي وحمّلوه على روبوت من الليغو يقوم بالبحث عن الغذاء ويتجنب العوائق.[55]
  - أبطأ العلماء سرعة الضوء باستخدام قناع خاص يغير من شكل الفوتونات.[56][57]
  - باستخدام طريقة ناجحة جديدة، تمكن علماء إيرانيون من صناعة مستشعر غاز مبني على الغرافين، له استخدامات في العديد من الصناعات للكشف عن الأكسجين.[58]
- 25 يناير
  - وصف نوع بوميات جديد في الشرق الأوسط، بومة صحراوية سمراء مصفرة (الاسم العلمي: Strix hadorami).[59]

- 26 يناير

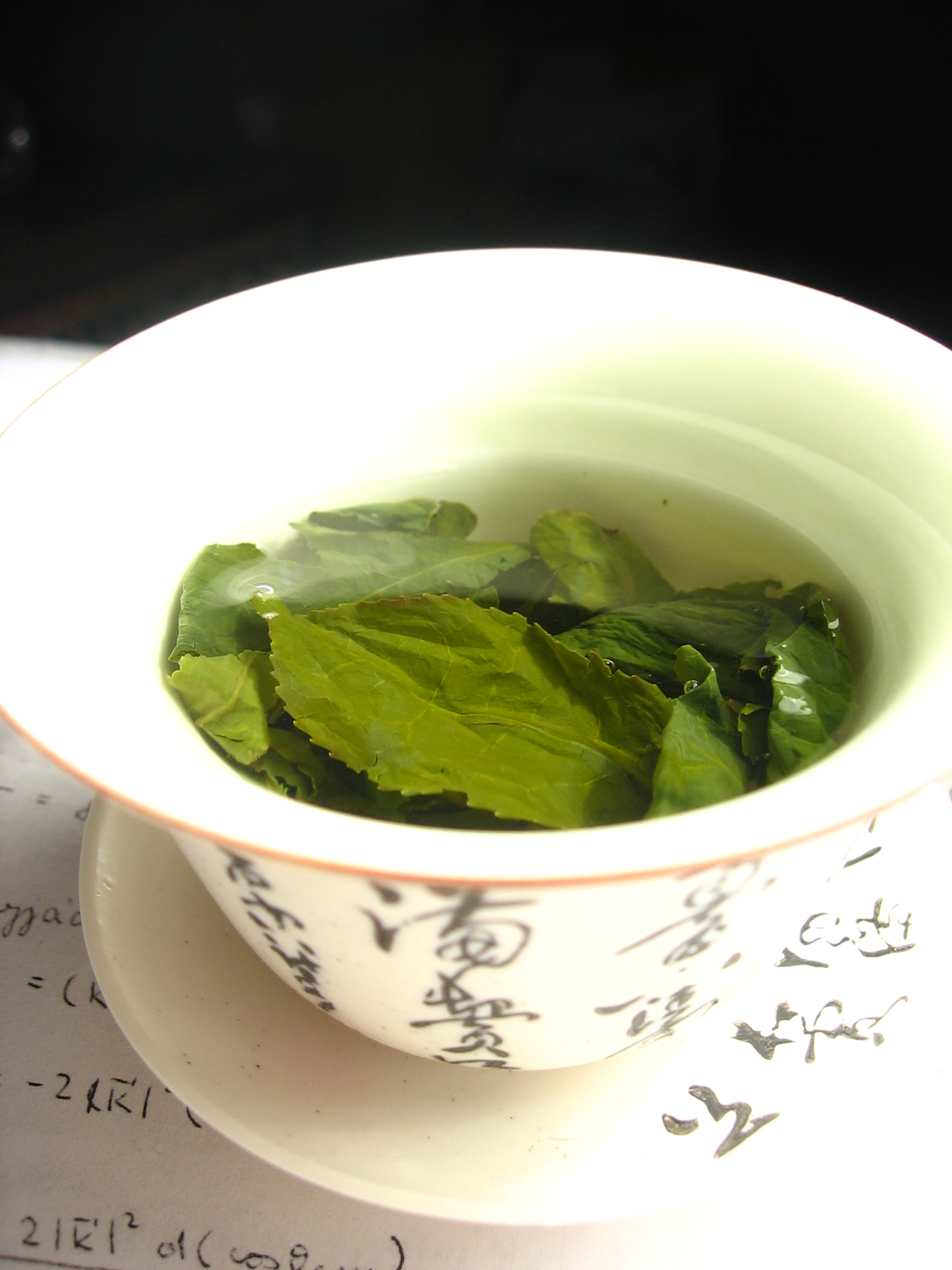
28 يناير: اكتشاف مكونات في الشاي الأخضر من الممكن أن تقي من سرطان الفم.

  - حدد كيميائيون أن الفلزات القلوية تنفجر عند ملامستها للماء نتيجة حدوث انفجار كولوم على واجهة كلًا من الماء والمعدن، بدلًا من الاعتقاد السابق بأنها تنفجر لمجرد تكون غاز الهيدروجين واشتعاله تبعيًا.[61]
  - صمّم علماء نانو إيرانيون ونفّذوا خلية شمسية لتحويل الطاقة الشمسية إلى كهرباء.[62]
- 27 يناير
  - اكتشف علماء الفلك كوكبًا خارج المجموعة الشمسية وله حلقة كوكبية ضخمة تفوق في حجمها تلك الموجودة حول زحل بـ200 مرة.[63][64]
  - أعلنت ناسا أن مهمة كبلر أكّدت اكتشاف خمسة كواكب خارج المجموعة الشمسية ذات طبيعة أرضية، جميعهم أصغر من كوكب الزهرة (لكن أكبر من كوكب عطارد)، يدورون حول النجم كبلر 444 البالغ عمره 11.2 مليار عام. ووفق ناسا، لا توجد حياة ممكن على هذه الكواكب الحارة نتيجة قرب نصف محورهم الرئيسي من نجمهم.[65][66][67][68]
- 28 يناير
  - وجد باحثو جامعة ولاية بنسلفانيا مُكَوِّنًا في الشاي الأخضر من الممكن أن تقي من سرطان الفم.[60]
- 29 يناير
  - دراسة من جامعة تورنتو: الاحتباس الحراري سيجعل العواصف الكبيرة أكبر وأكثر عددًا.[69]
- 30 يناير
  - دراسة مشتركة للبيانات من مهمة بلانك وتجارب مصفوفة بيسيب وكيك الأرضية تشكك في اكتشافاتٍ سابقة لموجات تثاقلية من الانفجار العظيم.[70][71]

### فبراير
- 2 فبراير
  - نشرت دراسة حول الجرافين الخماسي، متآصل مقترح للكربون.[72]
- 3 فبراير
  - صوّتت الحكومة البريطانية بالسماح للتقنية الجديدة المثيرة للجدل وهي إنجاب طفل بثلاث آباء. وإذا وافق عليها مجلس اللوردات، ستصبح المملكة المتحدة هي أول دولة في العالم تُقدّم هذا العملية الطبية، والتي يمكن استخدامها في حالات الإصابة بأمراض الميتوكوندريا.[73][74][75][76][77]
  - لأول مرة، استخدم الباحثون جسيمات نانونية قابلة للتحلل لقتل خلايا سرطان دماغي في الحيوانات وأطالوا بذلك فترة بقاءهم على قيد الحياة.[78]
  - وافقت إدارة الأغذية والأدوية على عقار جديد وهو إبرانس (بالإنجليزية: Ibrance)‏ (الاسم العلمي: palbociclib) لعلاج سرطان الثدي.[79][80][81]
- 4 فبراير
  - دراسة جديدة على الفئران: السجائر الإلكترونية تسبب العديد من الآثار السيئة مثل السجائر العادية.[82]
- 5 فبراير
  - وفقًا لعلماء في مرصد بلانك، أول جيل من النجوم أصبح يعتقد بأنه قد ظهر بعد 560 مليون عام من الانفجار الكبير، وهي فترة أطول ب140 مليون عام من التقدير السابق الذي كان 420 مليون عامًا.[83]
- 6 فبراير
  - اكتشف علماء نانو طريقة لقياس المركبات في السوائل. في هذه الدراسة، كان الهدف هو فصل وقياس فيتامين ب12 من النماذج السائلة.[84]

- 9 فبراير

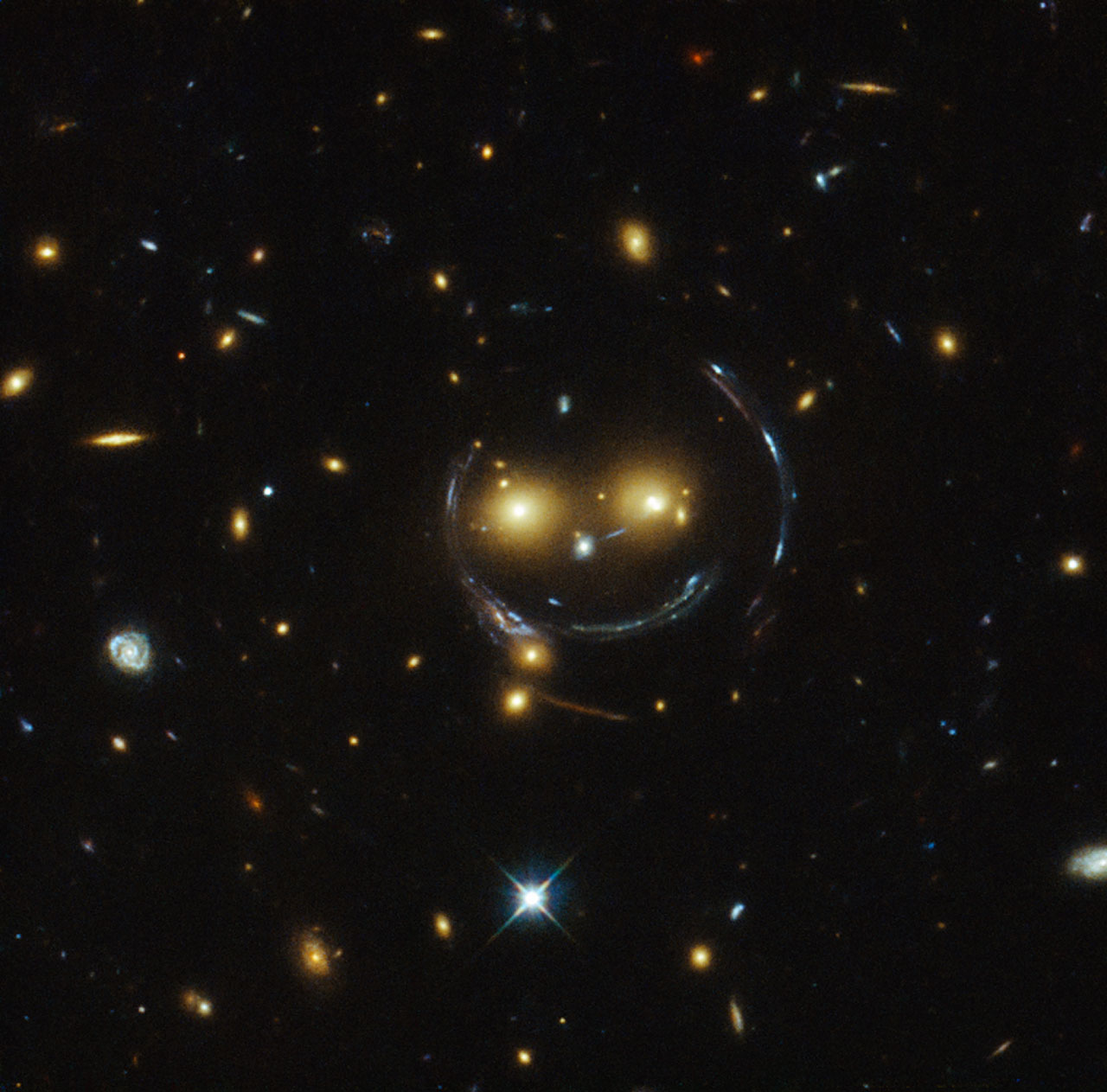
10 فبراير: صورة "باسِمة" للعنقود المجري (SDSS J1038+4849) وعدسة الجاذبية (حلقة آينشتاين) خاصة ب (مرصد هابل الفضائي).

  - استخرج الباحثون وقود الإيزوبروبانول من بكتيريا معدلة وراثيًا ومواد حفّازة تعمل بالطاقة الشمسية، محققين بذلك نفس كفاءة التمثيل الضوئي.[88]
- 10 فبراير
  - نشرت ناسا صورة «باسِمة» للعنقود المجري (SDSS J1038+4849) وعدسة الجاذبية (حلقة آينشتاين) خاصة ب (مرصد هابل الفضائي)[85][86][87]
  - طرح علماء ناسا تصورًا للمذنب بأنه مثل "المثلجات المقلية (بالإنجليزية: Deep Fried Ice Cream)‏"، حيث توضح البحوث والدراسات أن سطح المذنب يتكون من خليط من المركبات العضوية وثلج بلوري كثيف، بينما يحتوي داخل المذنب على ثلج أبرد وأقل كثافة.[89]
  - صنع باحثون إيرانيون وفنلنديون ممتص نانوي مغناطيسي يمتص من 60% لـ100% من النترات والنتريت في عينة من التربة والماء.[90]
- 11 فبراير
  - أطلقت ناسا مرصد مناخ الفضاء العميق (DSCOVR) بواسطة صاروخ سبيس إكس فالكون 9.[91] سيقيس رياح شمسية ويرسل إنذارات مصيرية مبكرة أثناء الالانفجارات الشمسية.
  - أشارت دراسة في نيو إنغلاند جورنال أوف ميديسين إلى أن معدلات الوفاة نتيجة التدخين في الولايات المتحدة قد ارتفعت بصورة ملحوظة عن السابق.[92][93]
  - اختبر إيرانيون من جامعة سهند للتكنولوجيا وجامعة آزاد الإسلامية تأثير إضافة جسيمات نانوية في رفع النفط عند استخراجه.[94]
- 12 فبراير
  - حسب الباحثون أن حوالي بين 4.8 و12.7 مليون طن من النفايات البلاستيكية قد أضيف للقمامة البحرية عام 2010 من الأشخاص المقيمين في مدى 50 كيلومترًا من ساحل المحيط.[95]
- 13 فبراير
  - ناقش العلماء (من بينهم جيفري مارسي وسيث شوستاك وفرانك دريك، إيلون ماسك وديفيد برن) في مؤتمر الجمعية الأمريكية لتقدم العلوم سيتي النشيط، وإذا ما كان نقل رسالة لاحتمالية وجود حياة خارج الأرض في الكون هي فكرة جيدة؛[96][97] وإحدى النتائج كانت بيانًا، وقعه عديدون، ونص على أن مناقشات علمية وسياسية وإنسانية عالمية يجب أن تتم أولًا قبل إرسال أية رسائل.[98]

- 16 فبراير

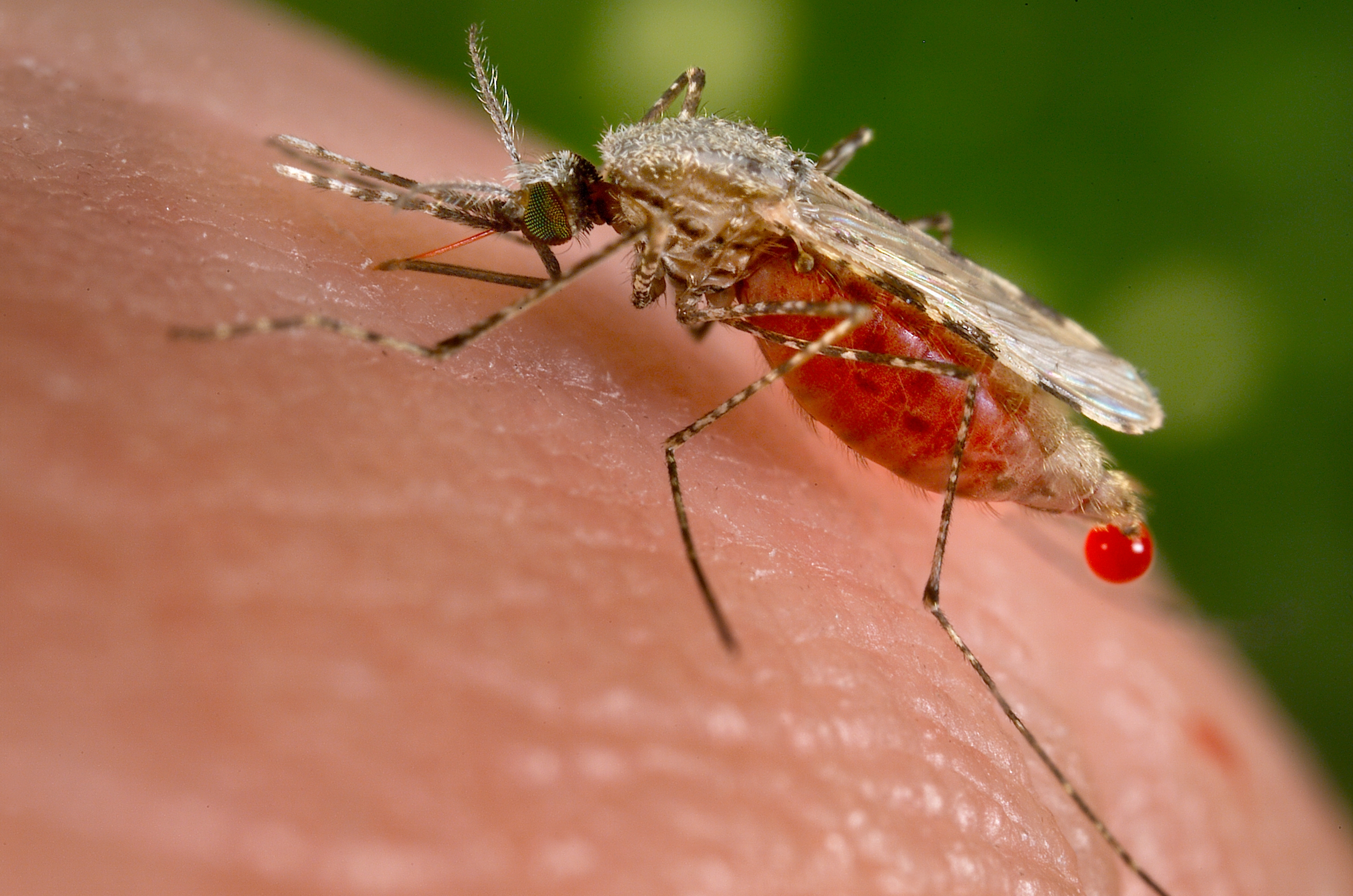
20 فبراير: بعوضة أنوفيليس ستيفينسي Anopheles stephensi، من ناقلات الملاريا، إجراءات السيطرة على البعوض هي الحل الفعال لتقليل تأثيرها.

  - بحث جديد بواسطة كلية كينجز لندن يشير لأن احتمالية الإصابة بالذهان تكون أكثر بثلاثة أضعاف لمن يتناولوا القنب الهندي كريه الرائحة عن سواهم ممن لا يتناولوه.[99]
  - اختيار المئة مرشح النهائيين لرحلة مارس 1.[100]
- 18 فبراير
  - دراسة جديدة تشير لأن أسنان حلزون البحر "بطلينوس" ربما تكون هي أقوى مادة عضوية معروفة على الإطلاق.[101][102][103][104]
- 19 فبراير
  - اكتشاف أن منظم نشاط الجينات المعروف بـ"HARE5" يجعل العقل البشري أكبر.[105][106]
- 20 فبراير
  - اكتشاف ملاريا مقاومة للعقاقير على الحدود بين ميانمار والهند وصارت تشكل الآن «تهديدًا هائلًا» للصحة العالمية وفق ما وصفه العلماء.[107][108][109]
- 26 فبراير
  - حكمت هيئة الإتصالات الفيدرالية لصالح حيادية الإنترنت بتبني المادة الثانية من قانون الاتصالات لعام 1934 والجزئية 706 من قانون الاتصالات لعام 1996 للإنترنت.[110][111] وعلّق رئيس الهيئة، توم ويلر، قائلًا أنه لا توجد سوى خطة إضافية لضبط الإنترنت بجانب. التعديل الأول لدستور الولايات المتحدة الأمريكية وهي خطة لضبط حرية التعبير. وكلاهما يمثلان نفس المبدأ.[112]
  - قدم فيزيائيون نظرة كونية فيزيائية بديلة عن الانفجار العظيم، أشار العلماء لأن الفضاء الكوني ليس له بداية ولا تفرد جذبوي، وأن عمر الكون لا متناهي.[113][114]
- 27 فبراير
  - دراسة جديدة عن دور دورات المحيطات في انتقال الحرارة تلخصت في أن توقف الاحتباس الحراري مؤقت فحسب، وسترتفع درجات الحرارة في المستقبل القريب.[115][116][117]
  - دراسة جديدة أجرتها الحكومة الصينية: ازدادت أعداد الباندا العملاقة بنسبة تقارب 17% عن العقد السابق.[118][119]

### مارس
- 1 مارس

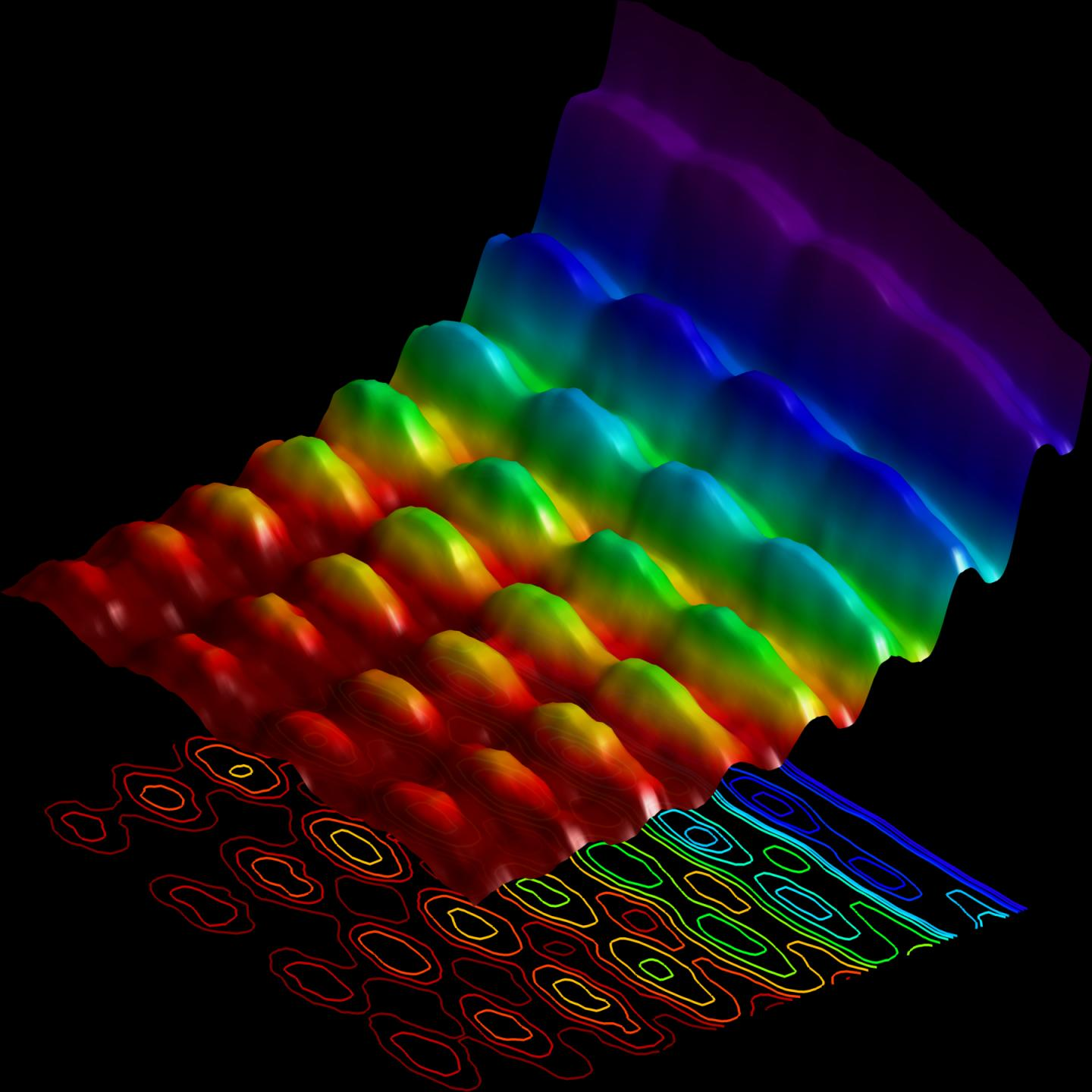
2 مارس: التقاط أول صورة للضوء كجسيم وموجة معًا.

  - كشفت سان ديسك عن كارت مايكرو SD بسعة 200 جيجابايت، بزيادة 56% عن أعلى سعة سابقة والتي كانت منذ عامٍ مضى وهي 128 جيجابايت.[120][121][122]
- 2 مارس
  - التقط العلماء لأول مرة صورة للضوء كجسيم وموجة معًا.[123][124][125]
- 3 مارس
  - أقرت إدارة الأغذية والأدوية الأمريكية أن تعاطي التستوستيرون لتعويض تناقصه عبر العمر ليس مجديًا وليس آمنًا أيضًا، وطلبت أن تتضمن النشرات الدوائية معلومات تحذيرية عن زيادة احتمالية الإصابة بالنوبات القلبية والسكتات.[126][127]
  - أعلنت ناسا أنه، ولو أول مرة، قد تم تكوين دي إن إيه معقد وآر إن إيه عضوية حيوية، متضمنًا يوراسيل وسايتوسين وثايمين، في المعمل تحت ظروف الفضاء الخارجي، باستخدام مواد كيميائية بادئة مثل بيريميدين الموجود في الحجر النيزكي.[128]
- 4 مارس
  - وفقًا لورقتين بحثيتين نشرتا بالتتابع في مجلة «ساينس»، ربما تكون عظمة الفك البالغ عمرها 2.8 مليون عامًا هي أقدم حفرية بشرية في الوجود. ويعقتد العلماء الآن أن الهومو (الجنس الذي يضم الإنسان الحديث) يعود ل400.000 عامًا أبكر من الاعتقاد السابق.[129][130]
- 5 مارس
  - أعلنت ناسا عن اكتشافها لدليل على وجود محيط أثري هائل قد غطّى معظم النصف الشمالي من المريخ.[131][132]
  - اكتشف علماء الفضاء أسرع نجم على الإطلاق، وقد قذف النجم من المجرة عن طريق انفجار مستعر أعظم. وسرعة النجم الفائقة البالغة 1200 كم/ثانية (2.7 مليون ميل/الساعة) كافية للهروب من قوة جذب مجرة درب التبانة.[133][134][135]
  - سيتضاعف عدد المتضررين من فيضانات الأنهار بنحو ثلاثة أضعاف بحلول 2030 وفقًا لتحليل جديد.[136]

- 6 مارس

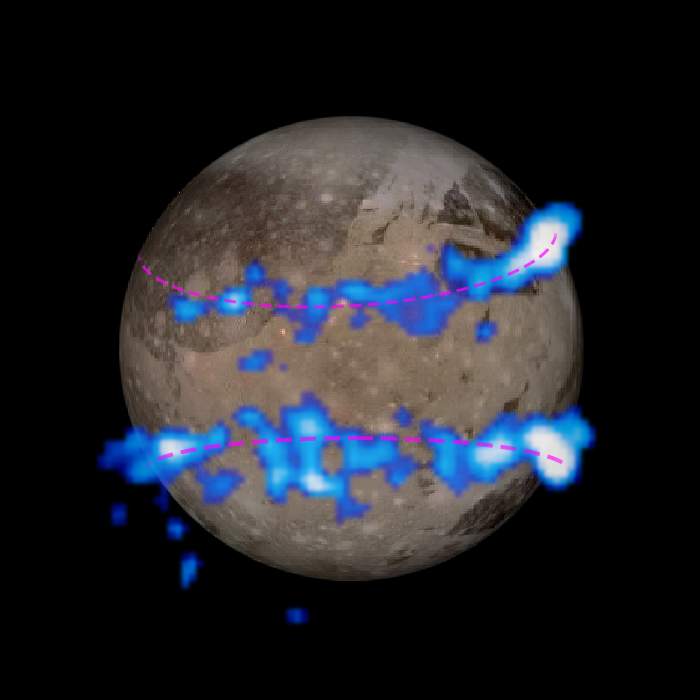
12 مارس: شفق قطبي على قمر غانيميد، أكبر أقمار كوكب المشتري.

  - الإعلان في المملكة المتحدة عن علاج لسرطان الرئة باستخدام الخلايا الجذعية لنخاع العظام[137][138]
  - أعلن علماء آثار عن اكتشافهم لمدينتين في أدغال الهندوراس يعتقد عدم وصول الإنسان إليهم منذ ما لا يقل عن 600 عام.[139][140][141]
  - مسابر الفضاء داون بدأ الدوران حول كوكب سيريس، ليصبح أول مركبة فضاء تزور كوكبًا قزمًا.[142]
- 7 مارس
  - صنع علماء نانو إيرانيون نوعًا حديثًا من العوازل الكهربية بثابت عازل مرتفع، ويستخدم هذا الإنجاز في مصانع الإلكترونيات والكهرضوئيات والكيمياء الكهربية.[143]
- 9 مارس
  - بدأت طائرة سولار إمبلس 2 رحلتها حول الأرض، هادفة أن تصبح أول طائرة تدور حول العالم باستخدام الطاقة الشمسية فقط.[144][145][146][147]
  - فئة جديدة من العقاقير تعرف ب«سينوليتيكس» أثبتت فاعليتها في تحسين عدة جوانب لتقدم العمر في الفئران.[148]
- 11 مارس
  - انتهاء أول اختبار أرضي لمحرك صاروخ تابع لنظام إقلاع ناسا الفضائي، وهو أقوى مُعَزّز قد بني على الإطلاق. أعلنت ناسا أن النتائج «مثالية».[149][150]
  - قدمت سفينة الفضاء كاسيني-هايجنز أول دليل واضح على نشاط مائي حراري على قمر إنسيلادوس، أحد أقمار زحل. ويعتقد أن هذه هي أكثر بيئة قابلة للحياة خارج الأرض قد تم اكتشافها على الإطلاق.[151]
  - أظهرت الصور جزيرة تشكلت حديثًا بالقرب من تونجا في المحيط الهادئ، نشأت كنتيجة لنشاط بركانيّ.[152]
  - سبق في تكنولوجيا احتجاز وتخزين ثنائي أكسيد الكربون يسمح بتنفيذ العملية بنصف الطاقة فقط التي كانت تستهلك سابقًا.[153]
- 12 مارس
  - ثبتت فعالية طريقة جديدة لعلاج ألزهايمر في الفئران باستخدام الموجات فوق صوتية.[154]
  - بمتابعة مرصد هابل الفضائي للشفق القطبي لقمر غانيميد، أكبر أقمار المشتري، قد يتحوي القمر على محيط هائل تحت سطحه مياهه مالحة.[155]
  - نشرت هيئة الإتصالات الفيدرالية التفاصيل الدقيقة لقوانين حيادية الإنترنت في الولايات المتحدة الأمريكية.[156][157]

- 17 مارس
  - وفقًا لدراسة عرضت في مؤتمر علوم الأقمار والكواكب: أنابيب الحمم البركانية الكبيرة كفاية لاستيعاب مدن كاملة قد تكون مستقرة بنيانيًا على القمر.[158]
- 18 مارس
  - أعلنت ناسا عن اكتشاف شفق قطبي غير مفهوم تمامًا وأيضًا غيوم بركانية غير مفسرة في الغلاف الجوي لكوكب المريخ.[159]
  - بناء على دراسة استمرت 30 عامًا لغابة الأمازون، وهي أكثر دراسة شاملة قد أجريت على الإطلاق، الغابات تفقد قدرتها تدريجيًا على امتصاص الكاربون من الهواء الجوي، نظرًا لموت الأشجار بمعدلات أسرع وأسرع.[160][161]
- 19 مارس
  - أعلن المركز القومي للبيانات الثلج والجليد أن لجيد البحر القطبي قد وصل لأدنى امتداد له على الإطلاق.[162]
  - باستخدام بيانات من مرصد صوفيا الطائر، اكتشف أنه من الممكن أن تتكون الكواكب من مقذوفات بقايا مستعر أعظم.[163]
  - أعلن العلماء عن تعديل جينيّ يمكنه الانتشار أسرع بكثير من المعتاد، ينسخ نفسه لكروموسومات أخرى من خلال تقنية كريسبر. تتضمن التطبيقات الممكنة التغلب على البعوض المقاوم للملاريا.[164]
  - حث العلماء، ومن بينهم مخترع كريسبر، على تعليق استخدام طرق التعديل الجيني عالميًا في هندسة الجينوم البشري وراثيًا بطرق قد تجعله يُوَرّث. وذكر العلماء أنه يجب أن يتجنبوا مجرد المحاولة حتى تتم مناقشة الضمانات كليًا بين المنظمات العلمية والحكومية.[165][166][167]
- 20 مارس
  - كسوف كامل للشمس يمكن رؤيته في معظم أنحاء أوروبا.[168][169][170][171][172]
- 22 مارس
  - ربط دي إن إيه من ماموث صوفي منقرض بدي إن إيه لفيل ولوحظ لأول مرة أنه يعمل.[173]
- 24 مارس
  - أعلنت ناسا عن أول اكشاف للنيتروجين بعد انبعاثه من تسخين رواسب سطحية على كوكب المريخ. وقد تم الكشف عن النيتروجين في صورة أحادي أكسيد النيتروجين باستخدام أداة تحليل العينات على المريخ في كيوريوسيتي روفر. ويدعم هذا الاكتشاف الرأي المعتقد بأن المريخ في الماضي كان صالحًا للحياة.[174]
  - وُصِف نوع الضفاضع «بريستيمانتس موتابيليس» (بالإنجليزية: Pristimantis mutabilis)‏ في صحيفة مجتمع لينيان لعلم الحيوان.[175]
  - سجلت درجة حرارة 17.5 مئوية (63.5 فهرنهايت) في شبه الجزيرة القطبية الجنوبية، وهي أعلى درجة قد سجلت على الإطلاق على القارة.[176]
  - وضع علماء كيمياء إيرانيون نموذجًا لمعالجة ديناميكية غير خطية للبنية النانوية في غياب العوامل المحركة الخارجية.[177]
- 25 مارس
  - نجحت تقنية جديدة في مشابكة 3,000 ذرة باستخدام فوتون واحد فقط، وهو أكبر عدد من الجسيمات قد تم مشابكتهم اختباريًا على الإطلاق.[178]
  - خفّض علماء إيرانيون من المواد المكلفة في مستشعرات تشخيص السكري. قاموا بصناعة مستشعر حيوي غير إنزيمي بمقياس معملي لملاحظة السكري.[179]

- 26 مارس

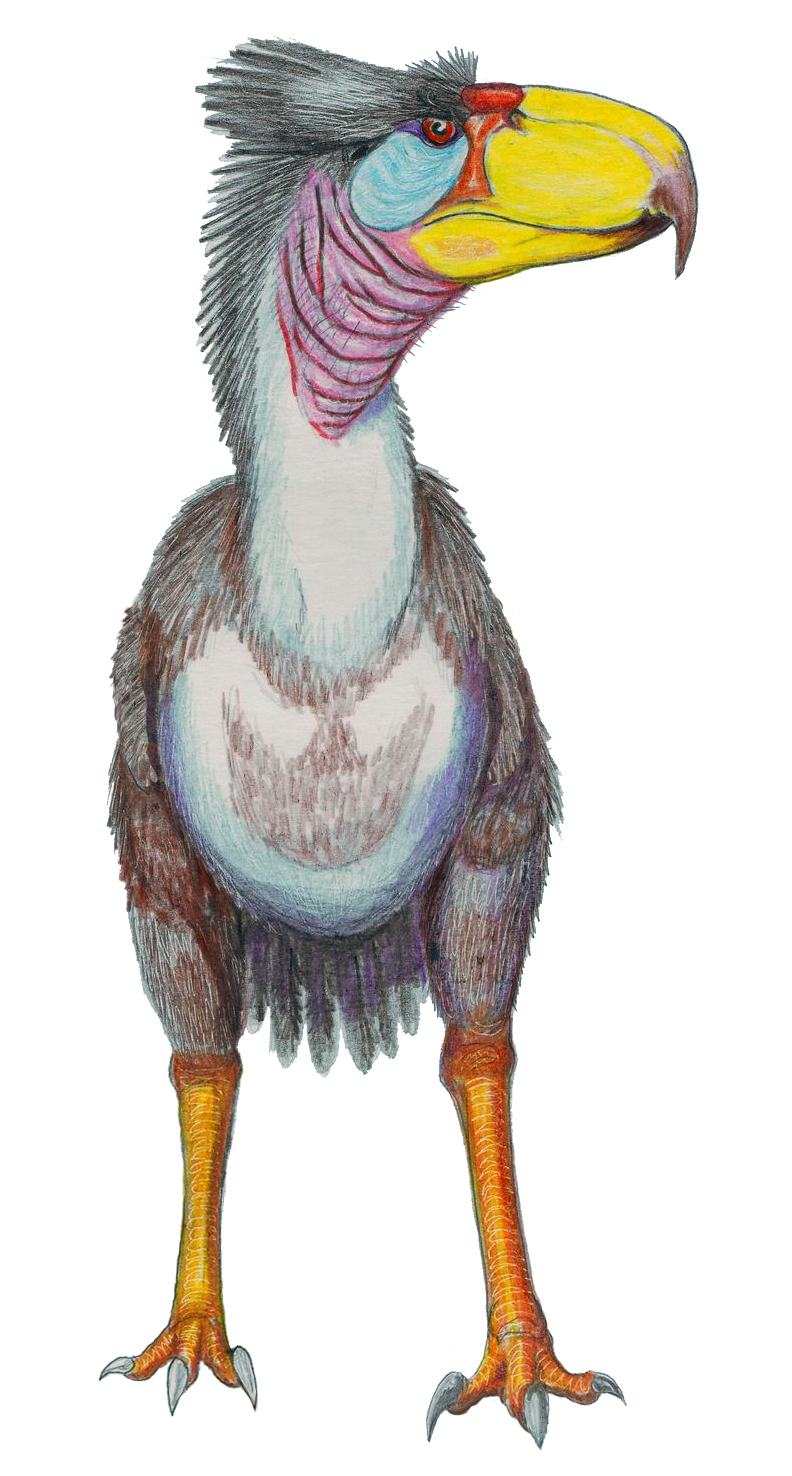
10 أبريل: رسم تصوري لتيتانيس، طائر غير قادر على الطيران منقرض من آكلات اللحوم، بلغ طوله 8 أقدام، وعرف بأنه «طائر رعب».

  - حذر الباحثون من أن الجليد حول حافة القطب الجنوبي أصبح يذوب أسرع مما كان يعتقد.[180]
  - علاج جديد قائم على جسيمات النانو أثبت فاعليته على تسريع التئام الجروح بنسبة 50 بالمئة.[181]
- 30 مارس
  - أثبتت فاعلية علاج لعدوى العين استخدم منذ 1000 عام في التخلص من البكتيريا المكورة العنقودية الذهبية، ويحتوي العلاج على البصل والثوم وجزء من معدة البقر.[182]
  - تناول الأغذية المحملة بمبيدات الآفات يرتبط بانخفاض أعداد الحيوانات المنوية بنسبة 49% وفقًا لدراسة أجرها علماء هارفارد ترتبط بين آثار المبيدات الحشرية في الفاكهة والخضروات على الصحة الإنجابية.[183][184]
  - طور العلماء إبرًا نانوية متناهية الصغر استخدمت بنجاح في حث أجزاء من أجسام الفئران لتوليد أوعية دموية جديدة. ويأمل العلماء أن تساعد هذه التقنية الأعضاء والأعصاب التالفة على إصلاح ذاتها وتساعد أيضًا الأعضاء المزروعة على النمو.[185]

### أبريل
- 1 أبريل
  - كشف بحث جديد عن أثر ذوبان منطقة القطب الشمالي على الدب القطبي ومخاطر صعوبة حصوله على غذاء كاف نتيجة انحسار الجليد الصلب.[186] من المحتمل أن يموت ثلثي الدببة بحلول عام 2050، ثم ينقرض هذا النوع بحلول عام 2100.[187][188]
- 2 أبريل
  - عرّف علماء طب بجامعة نورث وسترن جزيء آر إن إيه صغير يسمى miR-182، ويستطيع الجزيء إخماد جينات مسببة لورم أرومي دبقي متعدد الاشكال (بالإنجليزية: glioblastoma mulitforme)‏ في الفئران، وهو ورم قاتل وغير قابل للشفاء في المخ.[189]
- 4 أبريل
  - خسوف كلي للقمر.[190][191][192]
- 5 أبريل
  - عاد مصادم الهدرونات الكبير للعمل بعد عامين من التحديث وعدة إرجاءات للصيانة.[193][194][195]
- 6 أبريل
  - ستفقد الكتل الثلجية في غرب كندا 70% من حجمها بحلول عام 2100 وفق دراسة لجامعة كولومبيا البريطانية.[196][197]
- 8 أبريل
  - أعلنت داربا عن مشروع جديد يهدف لإنشاء برنامج كومبيوتر قادر على فحص بيئته باستمرار، بحيث يتطور ويكتيب بصورة مستقلة لمدة 100 عام قادمة.[198]
  - اكتشاف جزيئات عضوية معقدة لأول مرة في نظام نجم صغير السن.[199]
  - صنع باحثون إيرانيون حفّاز ضوئي مغناطيسي قابل لإعادة التدوير لتنقية الماء الملوث.[200]

- 9 أبريل

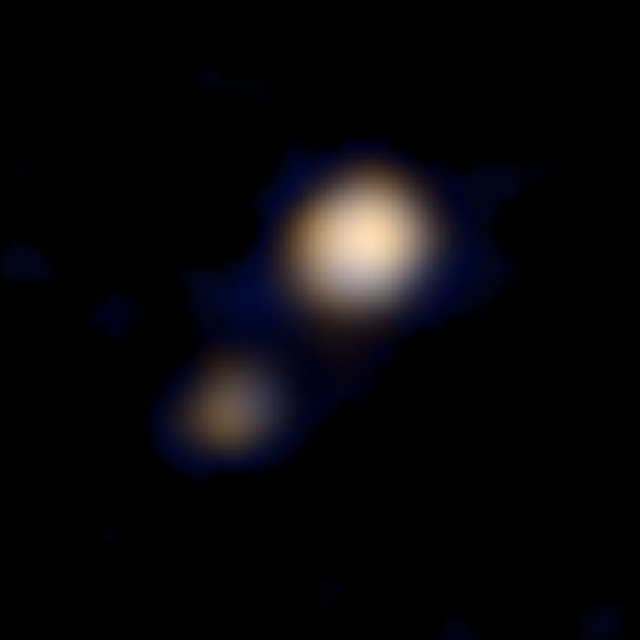
14 أبريل: كوكب بلوتو وقمره شارون - أول صورة ملونة من سفينة فضاء نيو هورايزونز (كاميرا رالف; 9 أبريل 2015).

  - استخدم باحثون إيرانيون الموجات فوق الصوتية لصنع الفوليرين. تتوافق هذه الطريقة مع أساسيات الكيمياء الخضراء، كما أنها متوافقة حيويًا.[206]
- 10 أبريل
  - اكتشاف هيكل عظمي سليم تمامًا تقريبًا لطائر رعب في الأرجنتين. وتشير التحليلات لأن هذا الحيوان المفترس كان له قدرة جيدة على سماع الأصوات منخفضة التردد والأصوات العميقة.[207]
- 13 أبريل
  - نشرت هيئة الإتصالات الفيدرالية اللائحة النهائية لقواعد حيادية الإنترنت في الولايات المتحدة الأمريكية.[208]
- 14 أبريل
  - تحديد عمر الأدوات الصخرية التي عثر عليها في موقع لوميكوي الأثري بكينيا ب3.3 مليون عام. وفي حال تأكيد ذلك العمر، ستكون هذه الأدوات هي أقدم أدوات صخرية قد عرفت مطلقًا.[209]
  - نشرت ناسا أول صورة ملونة لكوكب بلوتو وقمره شارون، وهي صورة التقطتها سفينة الفضاء نيو هورايزونز.[201][202][203][204][205] (صورة)
  - أعلن العلماء عن عدم احتواء نواة مذنب تشوري على حقل مغناطيسي، وذلك بناءً على نتائج سفينتي الفضاء روزيتا وفيلة، ويشير ذلك لأن المغناطيسية ربما لم تلعب دورًا في التشكيل البدائي للكويكبات.[210][211]
  - أشار البحث عن إشارات حرارية دالة على حياة حضارية متقدمة خارج الأرض أنه «لا يوجد ما هو واضح» في 100,000 مجرة.[212]
  - قيّم علماء إيرانيون الأثر الديناميكي لربط أنبوبتين ناونويتين كرونيتين.[213]
- 15 أبريل
  - بعد دراسات حديثة أجريت على الفئران، أعلن علماء أمريكيون عن سببًا محتملًا لمرض آلزهايمر في سلوك الخلايا المناعية، والتي من الممكن أن تكون هي الهدف في العلاج.[214][215][216][217]
  - كشف باحثون عن دليل على طقوس أكل لحوم بشر قد حدثت في كهف بريطاني منذ نحو 14700 عام.[218]
- 16 أبريل
  - تقدم علمي هائل في مجال التمثيل الضوئي الصناعي بعد ابتكار نظام قادر على الحصول على ثناي أكسيد الكربون (CO2) باستخدام الطاقة الشمسية ومن ثم استخدامه لإنتاج منتجات كيميائية ذات قمية.[219]
  - ادعى العلماء إمكانية التأثير في التقدم في العمر لديدان الاسطوانية وذباب الخل، ومن المحتمل الإنسان، من خلال تعديل لهستون في الدي إن إيه.[220]
  - أظهرت أول دراسة مفصلة لتناسق حركة ذراع الأخطبوط عن امتلاك الحيوان لنظام تحكم خاص يصلح من شكلها الغريب.[221]
  - أنتج باحثون إيرانيون نوعًا من الحفّازات النانوية تحسن من أداء خلايا الوقود.[222]
- 17 أبريل
  - إعادة اكتشاف القرد الأحمر البوفيري (بالإنجليزية: Bouvier's red colobus)‏، من أنواع السعدان في جمهورية الكونغو. وكانت آخر مشاهداته في سبعينيات القرن العشرين ومن ثم اعتقد في انقراضه.[223]
- 20 أبريل
  - أعلنت اليابان عن خططها لإرسال مسبار قمري بدون بشريين لسطح القمر بحلول عام 2018.[224]
- 21 أبريل
  - أصبح القطار الياباني المغناطيسي المعلق "L0 Series" هو أسرع قطار على الإطلاق بسرعة وصلت 600 كيلومتر في الساعة.[225][226][227][228]
  - أعلن باحثون عن تقنية "WiFiFO"، أو "WiFi Free space Optic"، وهي تقنية قادرة على زيادة عرض نطاق (بالإنجليزية: Bandwidth)‏ الواي-فاي بعشرة أضعاف. وتعتمد على نقل البيانات بصريًا باستخدام أضواء إل إي دي.[229]

- 22 أبريل

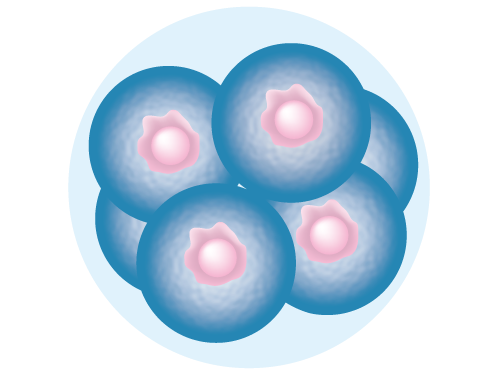
22 أبريل: تأكد تعديل 22 عالمًا صينيًا لجنين بشري جينيًا.

  - نشر باحثون في الصين نتائج بحث أساسي باستخدام كريسبر لتحرير جينات في جنين غير قابل للنمو.[230][231]
- 23 أبريل
  - لأول مرة، تم تعيين الإشارات المرتبطة بدوي الطنين المستمرة ورسمها عبر مخ مريض خاضع للجراحة.[232]
  - توصل فريق دولي من العلماء للتسلسل الكامل لجينوم لماموث صوفي.[233][234]
  - طور باحثون في جامعة تورنتو في كندا خوارزمية جديدة لعرض بناء البروتين بشكل ثلاثي الأبعاد بناءً على صور ثنائية الأبعاد، وهي طريقة أسرع بـ100,000 مرة من الطرق الحالية.[235]
  - الإعلان عن تقنية جينية جديدة ستساعد في منع الأمراض الميتوكوندرية بدون الحاجة إلى أطفال الأنابيب ثلاثيو الآباء.[236]
- 27 أبريل
  - اكتشف علماء الآثار في موقعين بإيطاليا بقايا أحفورية تعود لنوع الإنسان القديم، ترجع لنحو 430,000 عامًا مضت.[237]
- 28 أبريل
  - كشفت دراسة من جامعة ولاية أريزونا عن تأثير عقار تجريبي لضغط الدم بتفاصيل غير مسبوقة، ومن المحتمل أن يساعد في تطوير عقاقير أحدث وأفضل.[238]
  - علماء نفس بريطانيون وأمريكيون: الاضطهاد الذي يتعرض له الأطفال في أيام الدراسة يسبب على الأقل صعوبات صحية عقلية في مرحلة البلوغ.[239]

- 29 أبريل

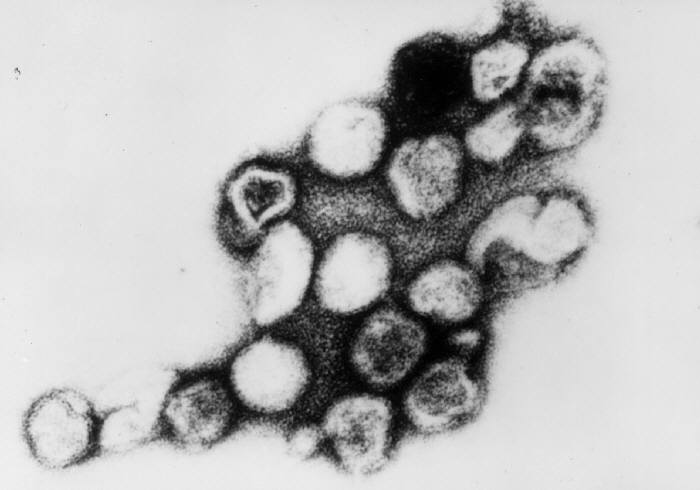
29 أبريل: أعلنت منظمة الصحة العالمية القضاء نهائيًا على الحصبة الألمانية في الأمريكتين.

  - أعلن علماء أنهم قد وجدوا ديناصور من عائلة "scansoriopterygid" يسمى يي كي (بالإنجليزية: Yi qi)‏، ومن المحتمل أن يكون قد طار بدون ريش.[240][241]
  - أعلنت منظمة الصحة العالمية القضاء نهائيًا على الحصبة الألمانية في الأمريكتين.[242][243]
- 30 أبريل
  - أنتهت سفينة الفضاء مسنجر التابعة لناسا مهمتها التي استمرت أربعة سنوات في الدوران حول عطارد باصطدامها بالكوكب بسرعة حوالي 14080 كيلومتر/ساعة.[244][245][246][247]
  - كشفت تيسلا موتورز عن تقنية حديثة خاصة بالبطاريات الكبيرة للمنازل والأغراض التجارية. وسوف تزود بوسائل لتخزين الطاقة من مصادر الطاقة المتجددة بحيث يمكن الاعتماد عليها في التزود بالطاقة في حالات انقطاع الطاقة.[248][249][250]
  - أظهر باحثون في مرض الشياخ كيف يساهم اختلال الدي إن إيه في اضطراب الخلية، وربطوا ذلك بالتشيّخ.[251]

### مايو
- 3 مايو
  - أعلن علماء الفضاء عن اكتشاف مجرة أكثر بعدًا مما سبق اكتشافه، إي جي أس-زد أس 8-1، والتي تبعد مسافة تقريبية تقدر ب13.1 مليار سنة ضوئية.[252][253]
- 5 مايو
  - تطور الباحثون نظام تموضع بدقة السنتيمتر مبني على نظام التموضع العالمي سيحدث ثورة في مجال سماعات الفي آر والهواتف الخليوية والطائرات بدون طيرا بالإضافة لتقنيات أخرى.[254]
  - أعلنت شركة دايملر المصنعة للسيارات أن شاحنتها "Freightliner Inspiration Truck" أصبحت أول شاحنة ذاتية القيادة في العالم تحصل على رخصة للسير فعليًا في الطرق في ولاية نيفادا.[255][256]
  - اكتشاف نوع جديد من طيور ما قبل التاريخ يسمى "Archaeornithura meemannae".[257]

- 6 مايو

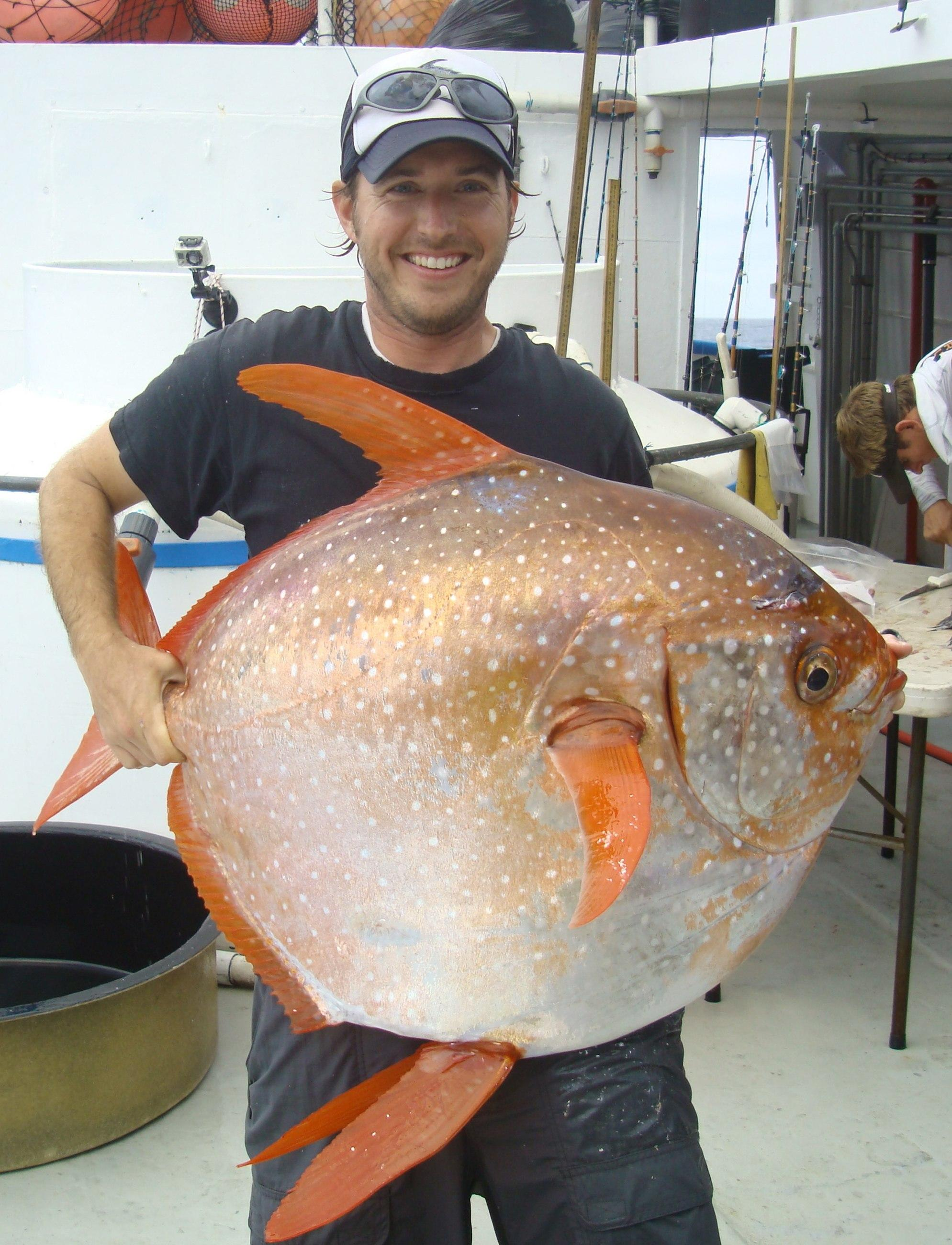
15 مايو: تم تأكيد سمكة القيصانة كأول سمكة ذات دم حار عرفت على الإطلاق.

  - وفقًا للإدارة الوطنية للمحيطات والغلاف الجوي: ثبات معدل ثاني أكسيد الكاربون في الهواء الجوي فوق 400 جزء في المليون خلال شهر مارس 2015، وهي أول مرة يستمر فيها هذا المعدل لمدة شهر كامل. وتركيز غازات الصوب الزجاجية حاليًا هو الأكبر منذ ملايين السنين.[258][259]
  - أعلن العلماء عن مهمة فضائية غير بشرية تسمى «مسبار الأمل» (بالإنجليزية: Mars Hope)‏، المهمة بواسطة دولة الإمارات العربية المتحدة إلى المريخ لدراسة غلافه الجوي ومناخه.[260][261][262][263][264][265][266][267]
  - تقنية ثلاثية الأبعاد جديدة تعرف ب"tomosynthesis" أثبتت فاعليتها في الكشف عن سرطان الثدي بنسبة 40% أكثر من تصوير الثدي الشعاعي، وفي الوقت نفسه تقلل من الجرعة الإشعاعية.[268]
  - أعلن العلماء اكتشاف «لوكياركاوتا» (بالإنجليزية: Lokiarchaeota)‏، وهي صورة انتقالية بين البكتيريا القديمة وحقيقيات النوى.[269]
- 15 مايو
  - الإعلان عن وقوع لارسن ب ولارسن ج، زوج من الجروف الجليدية في القطب الجنوبي، تحت خطر الانهيار في المستقبل القريب، وهو ما سيضيف بعض السنتيمترات لمستويات البحار في العالم.[270]
  - أحرز الباحثون تقدمًا ملفتًا في تصنيع الغرافين على نطاق واسع، ويتم ذلك بترسيب الأبخرة الكيميائية لإنتاج المركبات المحتوية على ألواح المادة بأبعاد إنشين طولًا وعرضًا.[271]
  - تم تأكيد سمكة القيصانة كأول سمكة ذات دم حار عرفت على الإطلاق، وهي قادرة على تنظيم درجة حرارة جسمها بالكامل.[272][273]
- 18 مايو
  - أعاد العلماء تنشيط لدونة عصبية في فئران كبيرة العمر، أعاد ذلك أدمغتهم لحالة أكثر شبابًا.[274]
- 19 مايو
  - دراسة جديدة: تشغيل أصوات طبيعية مثل صوت تدفق المياه في المكاتب له القدرة على تعزيز الحالة المزاجية للعاملين وتحسين قدراتهم المعرفية، كما تتيح خصوصية للكلام.[275]
- 20 مايو
  - أعلنت ناسا أن سفينة الفضاء كبلر قد لاحظت "KSN 2011b"، وهو مستعر أعظم نوع 1أ في عملية الانفجار؛ قبل وأثناء وبعد. ومن المحتمل أن تساعد لحظات ما قبل الانفجار العلماء على فهم أفضل لللطاقة المظلمة.[276]

- 21 مايو

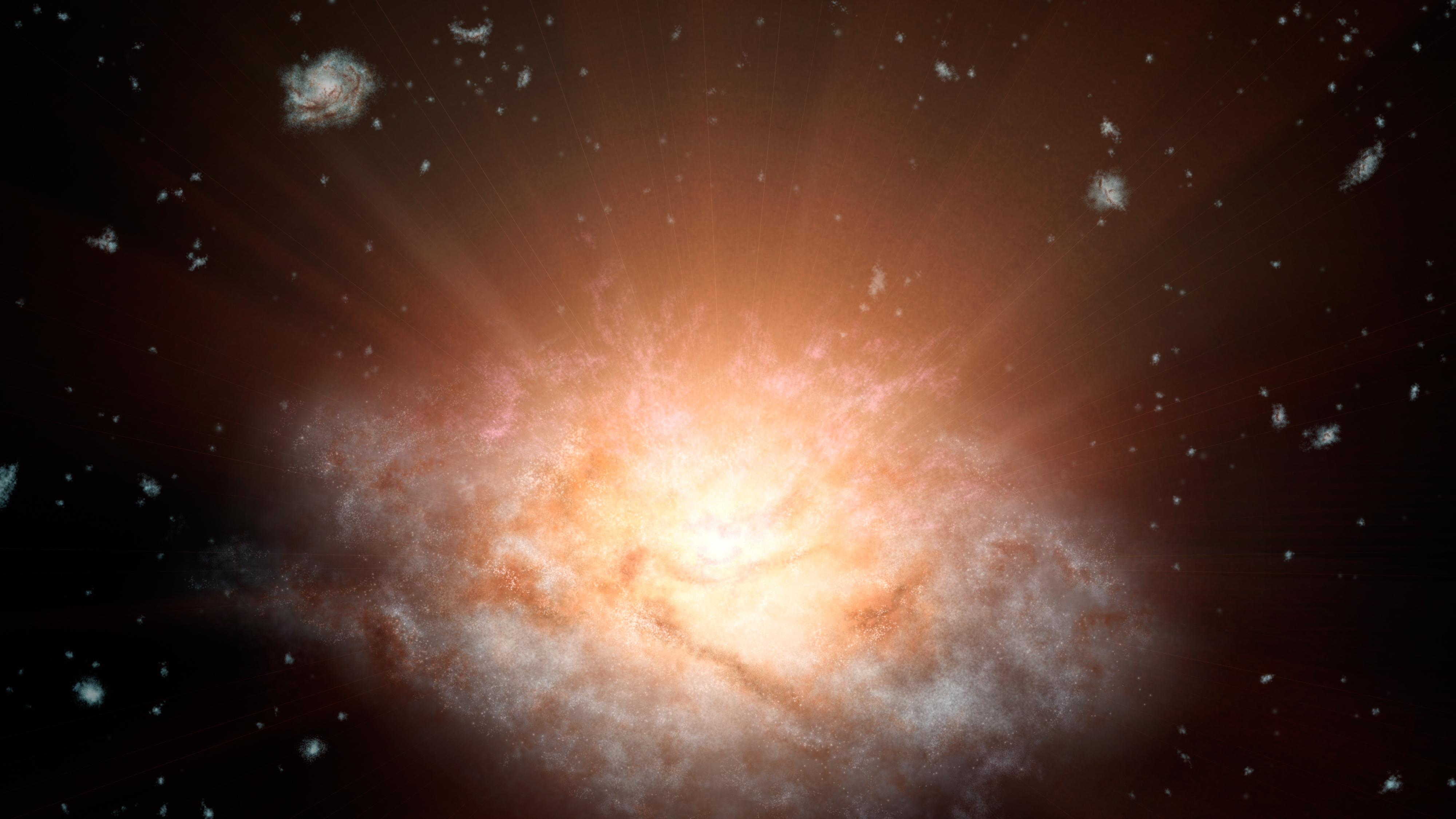
21 مايو: أعلنت ناسا عن اكتشاف أكثر مجرة إضاءة حتى الآن وهي مجرة "WISE J224607.57-052635.0".

  - أعلنت ناسا عن اكتشاف أكثر مجرة إضاءة حتى الآن وهي مجرة "WISE J224607.57-052635.0". وهي أصغر من مجرة درب التبانة وتبعث طاقة أكثر ب10,000 ضعف. نحو 100 من الضوء المنبعث منها هو أشعة تحت الحمراء.[277][278] (صورة)
  - لاحظ العلماء زيادة مفاجئة في فقدان الجليد من منطقة مستقرة سابقًا في القطب الجنوبي. وهذا الفقد الجليدي كبير لدرجة تسببه تغيرات صغيرة في مجال الجاذبية الأرضي.[279]
- 22 مايو
  - طوّر باحثون خوارزمية تُمكّن الروبوتات من تعلم المهام الحركية من خلال التجربة والخطأ باستخدام طريقة تقارب كثيرًا طريقة البشر في التعلم، صانعين بذلك إنجازًا كبيرًا في مجال الذكاء الاصطناعي.[280][281]

- 25 مايو

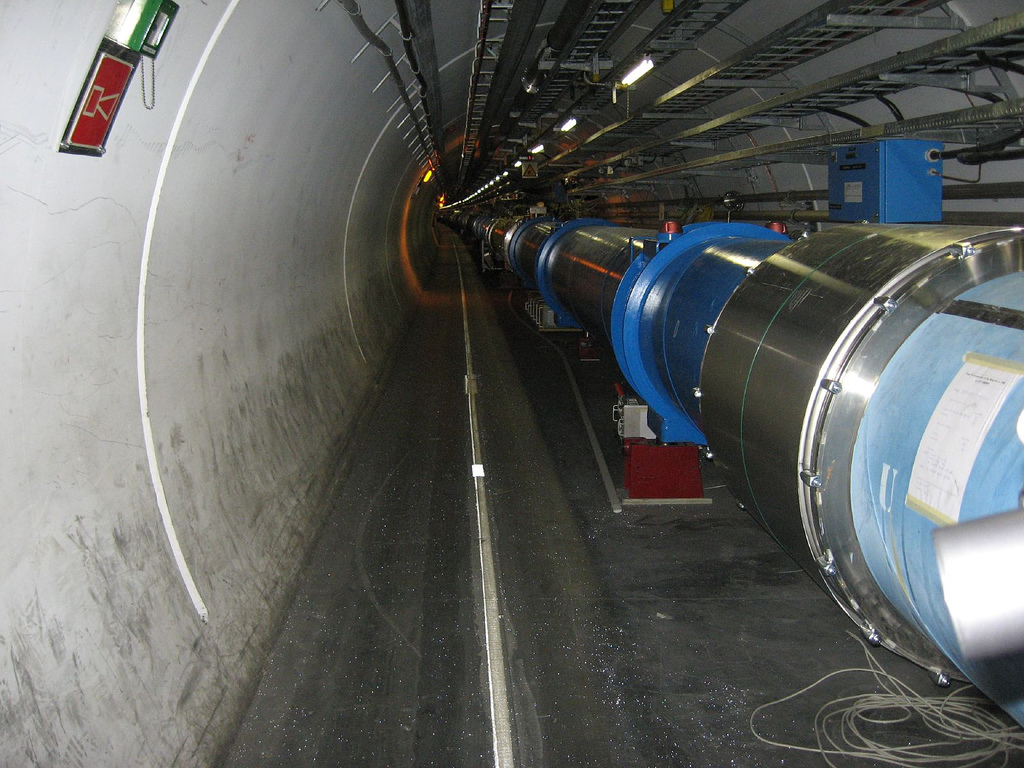
3 يونيو: إعادة تنشيط مصادم هادرون الكبير (LHC).

  - طوّر العلماء تقنية جديدة لصناعة دايود أحادي الجزيء، وبذلك قد صنعوا دايود له أداء أفضل بـ50 مرة عن التصميمات السابقة.[282]
- 27 مايو
  - سيتناقص حجم الجليد في منطقة جبل إفرست في الهيمالايا بنسبة تتراوح بين 70% و99% بحلول عام 2100 مالم يتم كبح انبعاثات غازات الصوب الزجاجية. ذلك وفقًا لدراسة جديدة أجراها الاتحاد الأوروبي لعلوم الأرض.[283]
- 28 مايو
  - اكتشاف نوع جديد من أسلاف الإنسان – أوسترالوبيثيكوس ديريميدا – في إثيوبيا، وتعود عظام الفك تاريخيًا لما بين 3.3 و3.5 مليون عام.[284]
- 29 مايو
  - طوّر الباحثون مادة جديدة للذاكرة تبقى قوية بعد عشرات الملايين من مرات نقل البيانات.[285][286]
  - الإعلان عن نسخة جديدة من الفهد الآلي أصبح فيها قادرًا على القفز عبر الحواجز أثناء الركض.[287]
- 30 مايو
  - أثبت علاج جديد لسرطان الرئة باستخدام عقار يسمى نيفولوماب فاعليته في مضاعفة العمر المتوقع لبعض المرضى.[288]

### يونيو
- 1 يونيو
  - دراسة جديدة تربط التناقص السريع في جليد القطب الجنوبي مع التغيرات المناخية الهائلة في أوروبا والولايات المتحدة.[289]

- 2 يونيو

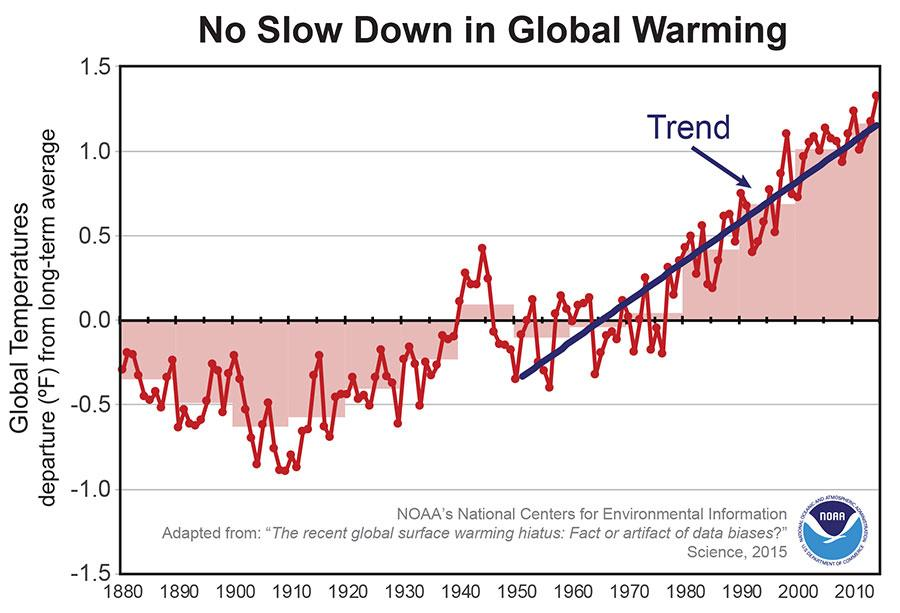
4 يونيو: بيانات جديدة عن درجات الحرارة تظهر عدم تباطؤ معدلات الاحتباس الحراري.

  - أعلنت ناسا أن راسم الطيف «أليس» على مسبار روزيتا الفضائي والذي يدرس المذنب تشوري قد استنتج أن الإلكترونات (في مدى 1 كيلومتر أعلى نواة المذنب) الناتجة من تأين جزيئات الماء بواسطة أشعة الشمس، وليست الفوتونات المنبعثة من الشمس كما اعتقد سابقًا، هي المسؤولة عن انحلال جزيئات الماء وثنائي أكسيد الكربون المنبعثة من نواة المذنب إلى ذؤابته.[290][291]
  - اكتشف باحثون بروتينًا رئيسيًّا ضروريًا للحفاظ على الكتلة والقوة العضلية مع تقدم العمر.[292]
  - لأول مرة، صنع باحثون طرفًا لجرذ في المعمل.[293][294]
- 3 يونيو
  - إعادة تنشيط مصادم الهدرونات الكبير بعد عامين من التوقف للتطوير والصيانة. وأصبح المصادم قادرًا الآن على التجريب مع طاقات أكبر بزيادة من 8 ل13 مليون إلكترون فولت.[295][296][297][298]
- 4 يونيو
  - ذكر علماء الإدارة الوطنية للمحيطات والغلاف الجوي أن معدلات الاحتباس الحراري لم تتباطئ خلال ال15 عامًا الماضية، مستعينين ببيانات جديدة لدرجات الحرارة العالمية.[299][300]
  - دراسة من جامعة واشنطون: ارتفاع درجة حرارة المحيطات وانخفاض معدلات الأكسجين سيؤديان لترحيل المناطق السكنية المقاربة للشواطئ في المستقبل.[301]
  - حقق باحثون تقدمًا ملحوظًا في مقاومة المضادات الحيوية باستخدام العاثية.[302]

- 8 يونيو

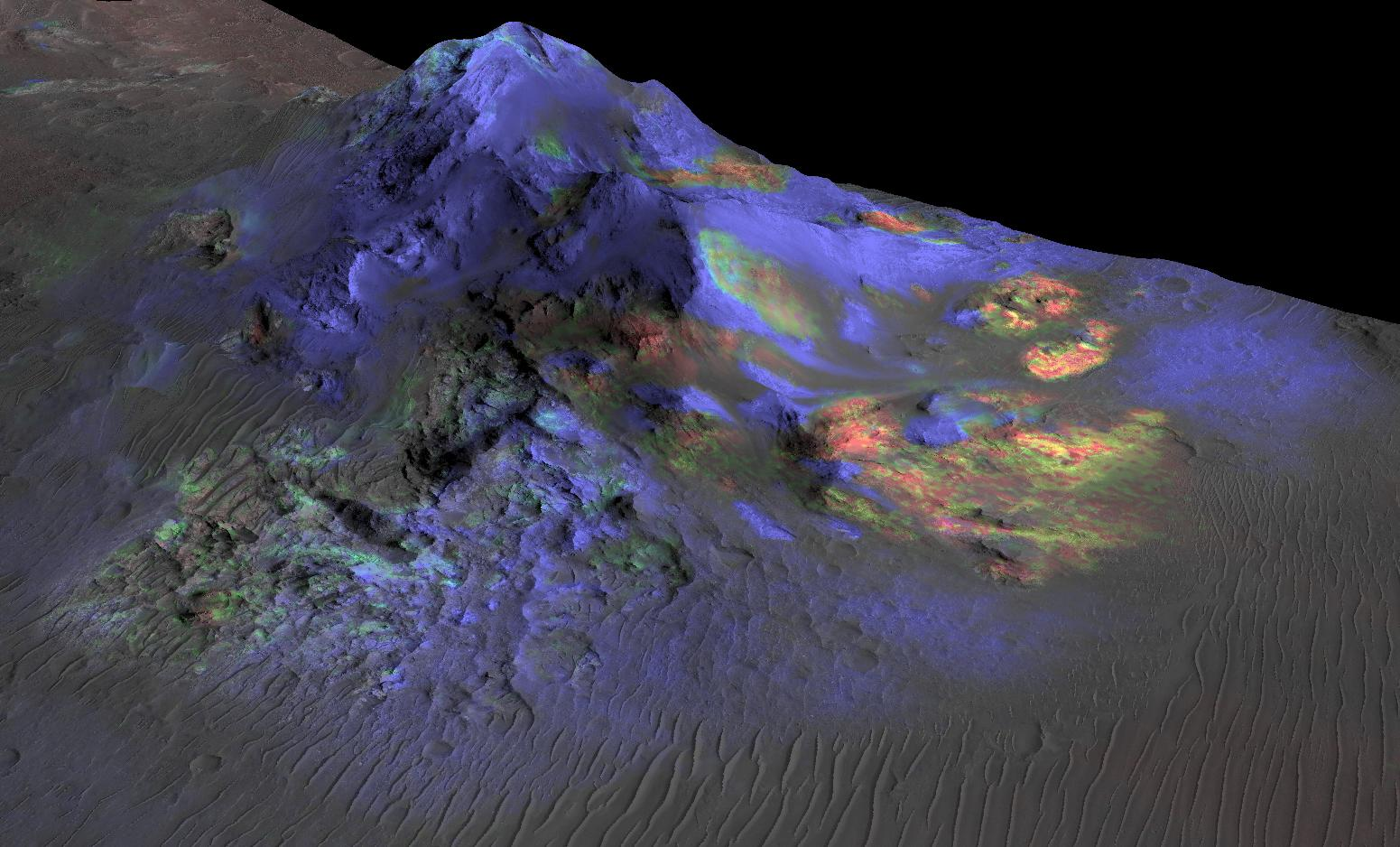
8 يونيو: أعلنت ناسا أن تأثير الزجاج المكتشف على كوكب المريخ قد يحتوي على علامات محفوظة تشير لحياة سابقة على المريخ.

  - أعلنت ناسا أن تأثير الزجاج المكتشف على كوكب المريخ قد يحتوي على علامات محفوظة تشير لحياة سابقة على المريخ.[303][304] (صورة ذات علاقة)
  - الإدارة الوطنية للمحيطات والغلاف الجوي: كان شهر مايو 2015 هو أكثر الأشهر المطيرة في سجل الولايات الأمريكية المتجاورة.[305]
  - طور مهندسون في جامعة ستانفورد خطة لجعل الولايات المتحدة تعتمد بنسبة 100% على طاقة نظيفة ومتجددة بحلول عام 2050.[306]
- 9 يونيو
  - اكتشف باحثون ما يبدو أنه بقايا لخلايا دم حمراء ونسيج ضام في مخلب وضلوع ديناصور عمرها 75 مليون عام.[307][308][309]
- 10 يونيو
  - أعلن أطباء بلجيكيون عن نجاح جهودهم في مساعدة فتاة في أن تصبح أول أم في العالم تضع مولودًا بعد زرع أنسجة من مبيضها الذي تم استئصاله منها وتجميده عندما كانت طفلة.[310][311][312]
- 14 يونيو
  - مهبط مسبار فيلة، جزء من مهمة روزيتا في مذنب تشوري، قد استفاق من السبات ويتواصل الآن مع الأرض.[313][314][315]
- 15 يونيو
  - وجدت دراسة نشرت في الصحيفة الطبية البريطانية أن تناول حتى 100 جرام من الشوكولاتة يوميًا يرتبط بانخفاض احتمال الإصابة بأمراض القلب والسكتات.[316]

- 16 يونيو

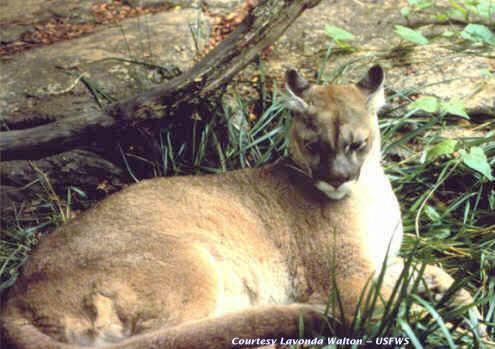
16 يونيو: الكوجر الشرقي صار منقرضًا.

  - المؤسسة الأمريكية للأسماك والحياة البرية: حيوان الكوجر الشرقي صار منقرضًا.[317]
- 17 يونيو
  - أعلن الباحثون عن أول دليل على الإطلاق على وجود نجم قديم جدًا ربما يكون قد وفّر العناصر الكيميائية اللازمة لاحقًا لتكوين الكواكب ومن ثم الحياة كما نعرفها.[318][319]
  - تم تصنيع أنحف مصدر ضوء باستخدام الجرافين.[320]
- 18 يونيو
  - وفقًا لدراسة نشرت في صحيفة «سِل»: بإعادة تنشيط جين واحد، توقفت خلايا سرطان القولون في الفئران عن النمو واستعادوا وظائفهم المعوية بصورة طبيعية خلال 4 أيام.[321]
- 19 يونيو
  - أقرّت دراسة واسعة أن الأرض تشهد حاليًا بداية انقراض هائل لم يحدث مثله منذ انقراض العصر الطباشيري-الثلاثي. وعملت أفعال الإنسان على تعجيله في ال500 عام الماضية.[322][323]
- 20 يونيو
  - تمت زراعة فك صناعي من التيتانيوم مطبوع بتقنية 3D بنجاح لمريض في ملبورن، أستراليا.[324]
- 24 يونيو
  - أعلن علماء الفضاء عن اكتشاف نوع جديد من الكواكب، يماثل مذنب عملاق. غليزا 436 ب (بالإنجليزية: Gliese 436 b)‏ هو كوكب خارج النظام الشمسي بحجم كوكب نبتون تقريبًا يدور حول القزم الأحمر غليزا 436، والذي يقع في كوكبة الأسد، ويقع على بعد 33 سنة ضوئية من الأرض.[325][326]
  - تعرف الباحثون على بروتين في جزئيات ضئيلة، GPC1+ crExos، تصنعهما خلايا سرطان البنكرياس، وسيساعد ذلك في اكتشاف المرض في مراحله المبكرة.[327][328]

- 25 يونيو

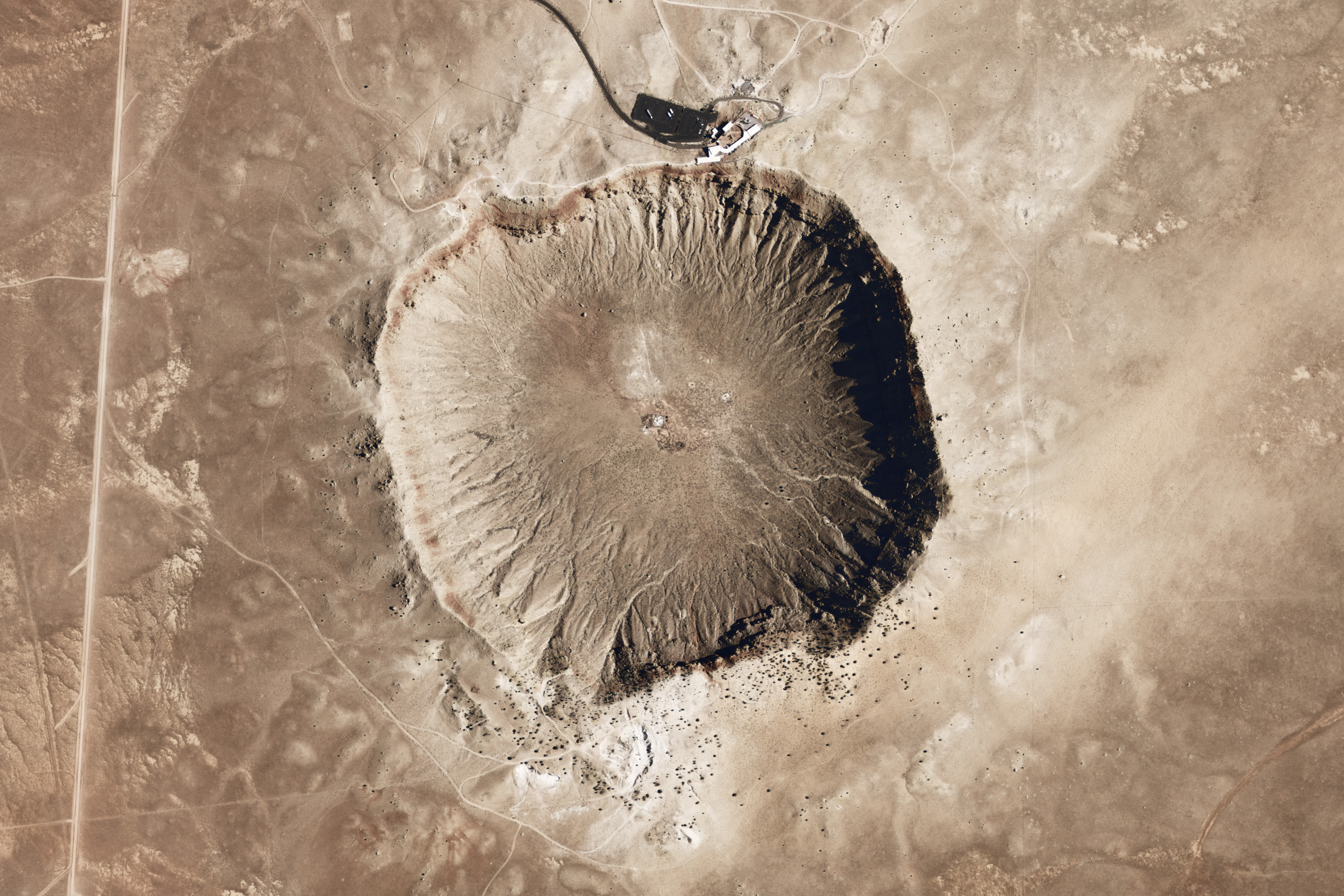
26 يونيو: تم تعريف كافة الفوهات الصدمية الكبيرة على الأرض.

  - أظهر مركب جديد يدعى "MM41" فاعليته في تقليص أورام سرطان البنكرياس بنسبة 80 بالمئة في الفئران.[330]
  - أعلنت غوغل عن متحدث إلكتروني ذكي قادر على تذكر الحقائق وفهم سياق الكلام ويعطي ردود منطقية وعقلانية.[331][332]
- 26 يونيو
  - تم تعريف كافة الفوهات الصدمية الكبيرة على الأرض، دون ترك أية فوهة بعرض أقل من 6 كيلومتر.[329]
- 29 يونيو
  - مرّ الكوكب القزم بلوتو بين نجمٍ بعيد والأرض متسببًا في ظل على الأرض بالقرب من نيوزيلندا مما سمح لمرصد صوفيا الطائر بدراسة مناخ بلوتو.[333]
- 30 يونيو
  - وضع علماء رياضيات وفيزياء نهاية مقترحة للكون بحدوث «تمزق أعظم».[334]

### يوليو
- 2 يوليو

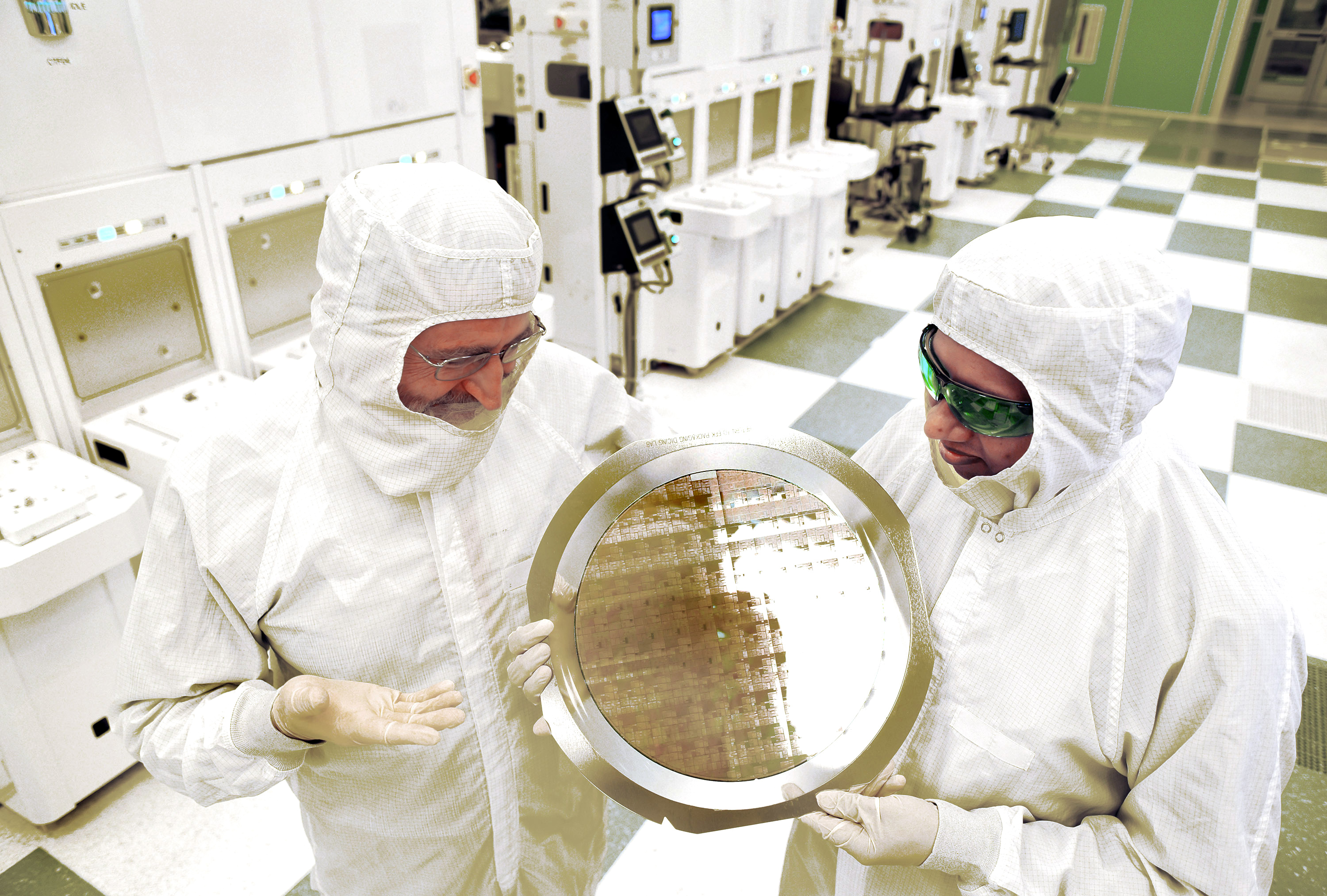
9 يوليو: قلّص باحثوا آي بي إم حجم الترانزستور في رقاقات الكومبيوتر ل7 نانومتر.

  - أعلن العلماء أن البؤر النشطة المرتبطة بتصادمات البالوعات والتي ربما تكون مرتبطة بالانفجارات قد عثر عليها على مذنب تشوري بواسطة مسبار روزيتا الفضائي.[335][336]
  - اكتمل أول تحليل شامل لجينوم ماموث، كاشفًا عددًا من الصفات التي مكّنته من النجاة من برد القطب الشمالي.[337]
- 8 يوليو
  - أعلن علماء الفضاء اكتشاف نظام نجمي شديد الندرة مكون من 5 نجوم.[338]
  - كشف العلماء عن مشروع ضمن مبادرة الجينوم العالمية لأخذ عينات دي إن إيه من نصف أنواع النباتات في العالم وتجميدها خلال عامين.[339][340]
- 9 يوليو
  - شددت إدارة الغذاء والدواء في الولايات المتحدة التحذير بشأن زيادة خطورة التعرض للنوبات القلبية والسكتات بسبب مسكنات الألم المحتوية على الإيبوبروفين، مثل أدفيل (بالإنجليزية: Advil)‏ وأليف (بالإنجليزية: Aleve)‏ وموترين (بالإنجليزية: Motrin)‏ ومضادات الالتهاب اللا ستيرويدية. وبالنسبة للتايلينول (بالإنجليزية: Tylenol)‏ هيحتوي على الباراسيتامول، لذا فلا يشمله التحذير. أما الأسبرين فهو مضاد التهاب لا ستيرويدي لكنه معفي من التحذير أيضًا.[341][342][343]
  - قلّص باحثوا آي بي إم حجم الترانزستور في رقاقات الكومبيوتر ل7 نانومتر، متيحين بذلك استمرار التوجّه لقانون مور في السنوات القليلة القادمة.[344][345][346]

- 13 يوليو

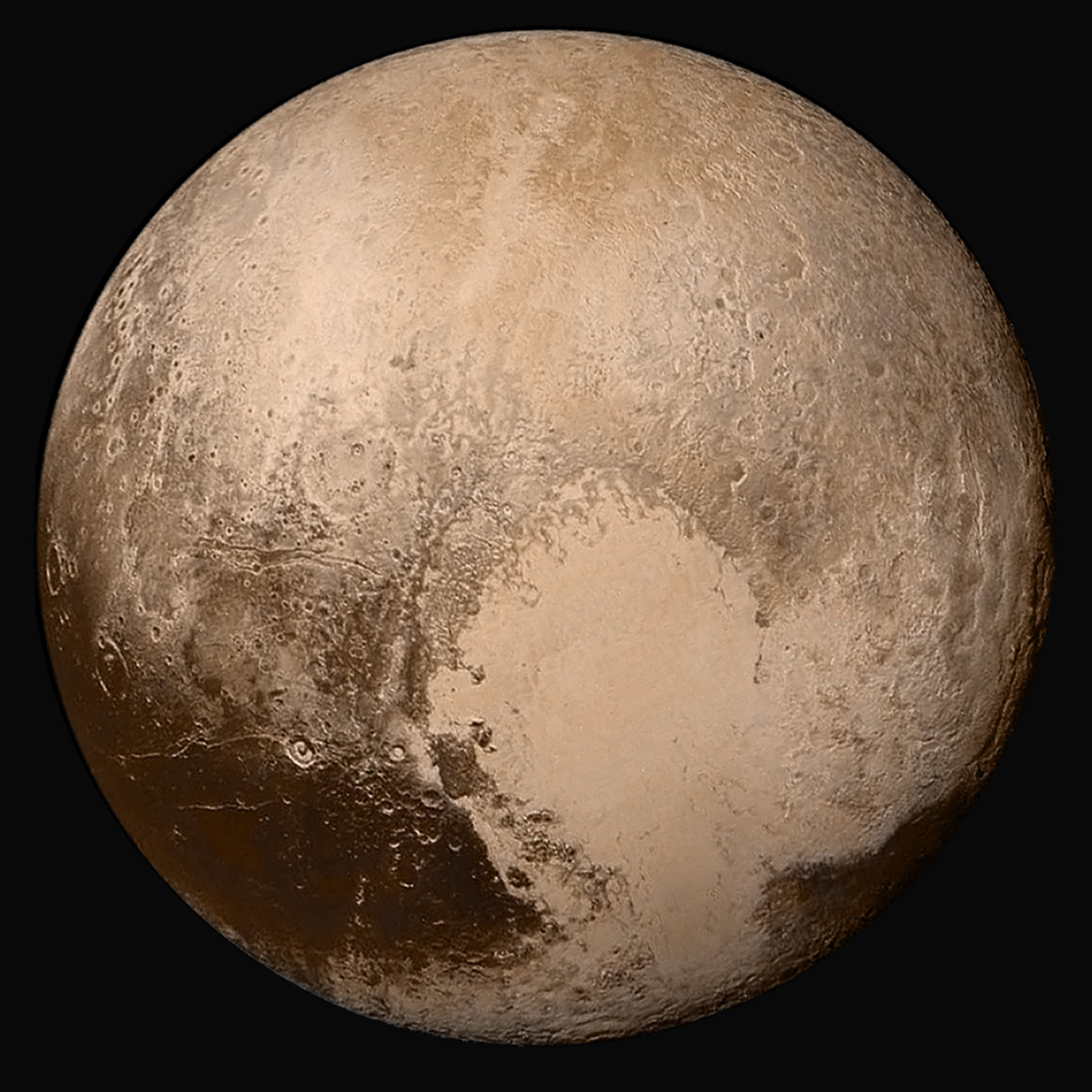
14 يوليو: الكوكب القزم بلوتو كما يبدو من مركبة نيو هورايزونزالفضائية قبل لحظات من أقرب تحليق لها بجواره.

  - أعلن باحثون في مصادم الهدرونات الكبير عن ملاحظتهم لجسيمين غريبين ينتميان لفئة جديدة، بنتا كوارك.[347][348][349][350]
- 14 يوليو
  - سفينة الفضاء نيو هورايزونز تحلق بالقرب من بلوتو، لتصبح بذلك أول سفينة فضاء في التاريخ تزور ذلك العالم البارد البعيد.[351][352][353] وستستكشف المنطقة لخمسة أشهر قبل أن تدخل حزام كايبر وتغادر في النهاية المجموعة الشمسية.
- 16 يوليو
  - أضاف دراسة جديدة أن الدب القطبي ليس قادرًا على التكيف مع ارتفاع درجات حرارة القطب الشمالي.[354]
- 17 يوليو
  - استخدم باحثون هولنديون أسلاكًا نانوية لتحسين كفاءة الخلايا الشمسية بعشرة أضعاف، رغم استخدام مواد قيمة أقل بنحو 10,000 مرة تقريبًا.[355]
- 20 يوليو
  - ساعد عالم الفيزياء البريطاني ستيفن هوكينغ في إطلاق مبادرة جديدة ممولة بصورة جيدة تسمى "Breakthrough Initiatives" للبحث عن حياة خارج الأرض ومحاولة الإجابة عن سؤال: هل نحن وحدنا؟ (بالإنجليزية: ?Are we alone)‏[356][357]
  - وفقًا لدراسة مشتركة نشرتها منظمة مجتمع الفضاء القومي (بالإنجليزية: National Space Society)‏ ومؤسسة سبيس فرونتير (بالإنجليزية: Space Frontier Foundation)‏ وراجعها فريق مستقل من الخبراء: ستكون تكلفة استيطان القمر أقل بنسبة 90% من خلال الشراكات الدولية والخاصة.[358]
- 21 يوليو
  - أظهر آخر تحليل لدرجات الحرارة العالمية أجرته الإدارة الوطنية للمحيطات والغلاف الجوي أن النصف الأول من عام 2015 كان هو الأعلى في درجات الحرارة على مستوى الفترات المماثلة على الإطلاق، وذلك بارتفاع 0.85 درجة مئوية (1.53 فهرنهايت) عن متوسط القرن العشرين، متغلبًا على أقصى فترة سابقة في 2010 بمقدار ارتفاع 0.09 درجة مئوية (0.16 فهرنهايت).[359][360]
  - يتعرض الرجال الذي يصبحون آباءً لزيادة في الوزن وزيادة في مؤشر كتلة الجسم وفقًا لدراسة موسّعة جذبت أكثر من 10,000 رجل في فترة 20 عامًا. الغريب أيضًا أن الرجال الذين لم يصبحوا آباءً ثد فقدوا وزنًا في نفس الفترة الزمنية.[361]
  - برنامج حاسوبي جديد هو الأول في التعرف على الرسم التقريبي بدقة أكبر من الإنسان.[362]
  - الإعلان عن فئة جديدة محتملة للمضادات المحيوية معتمدة على جزئيات السكر المعدلة.[363]
- 22 يوليو
  - أظهرت النتائج التجربية التي تضمنت 1,322 مريض أن السولانيزوماب (بالإنجليزية: solanezumab)‏ يمكنه إبطاء مرض آلزهايمر.[364][365][366][367][368][369]
  - أعلنت شركة سكند سايت (بالإنجليزية: Second Sight)‏ الأمريكية عن أول مريض تنكس بقعي يحصل على العين الإلكترونية "Argus II" في مستشفى مانشستر الملكية للعيون في المملكة المتحدة كجزء من دراسة إبداعية.[370][371][372]
  - أعلنت جامعة كاليفورنيا بسان دييغو عن علاج جديد واعد باستخدام قطرة العين لعلاج الساد.[373]
- 23 يوليو
  - أعلنت ناسا عن اكتشاف كوكب كيبلر 452 بي، وهو كوكب خارج المجموعة الشمسية وفي حجم مقارب لحجم الأرض ويدور في نطاق صالح للحياة حول نجم مشابه للشمس.[374]
  - حذّرت ورقة بحثية جديدة بواسطة علماء طقس من بينهم جيمس هانسنمن أن ارتفاع منسوب البحار المستقبلي قد تم الاستهانة به بصورة كبيرة، وأن ارتفاع الاحتباس الحراري درجتين مئويتين هو أمر «خطير للغاية».[375][376][377][378]
  - كشفت إنتل ومايكرون عن تكنولوجيا ذاكرة حاسوب جديدة تسمى"3D XPoint"، وهي أسرع ب1,000 مرة من ذاكرة "NAND" وأكثر كثافة بعشرة مرات من ذاكرة "DRAM" التقليدية.[379][380]
- 24 يوليو
  - اكتشف علماء الحفريات في البرازيل حفرية عمرها 133 مليون عام ترجع ل"Tetrapodophis amplectus'"، وهو أو ثعبان رباعي الأرجل تم اكتشافه على الإطلاق.[381]
- 29 يوليو
  - من المتوقع أن يصل تعداد السكان في العالم البالغ حاليًا 7.3 مليار نسمة إلى 8.5 مليار نسمة بحلول 2030، 9.7 مليار نسمة عام 2050 و11.2 مليار نسمة عام 2100 وفقًا لتحليل جديد للبيانات أجرته الأمم المتحدة.[382]
  - صنع الباحثون في جامعتي نورث وسترن وإلينوي في شيكاغو أول ريبوسوم اصطناعي.[383]

- 30 يوليو

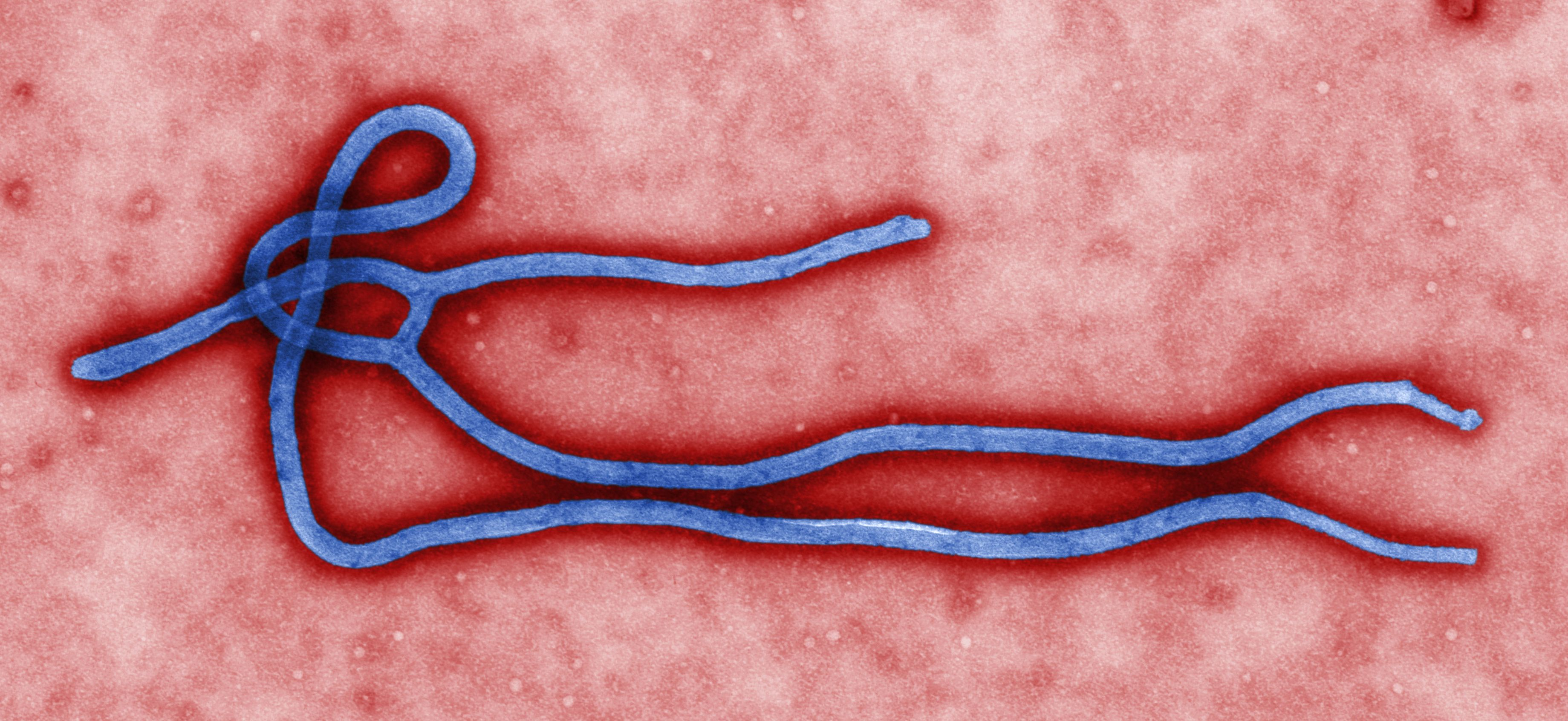
31 يوليو: لقاح الإيبولا يعمل بنجاح 100% في التجربة الأولى.

  - أعلن العلماء أن مسبار فيلة الذي هبط على سطح المذنب تشوري في نوفمبر 2014 قد اكتشف على الأقل 16 مركب عضوي، من بينهم 4 مركبات (أسيتاميد (بالإنجليزية: acetamide)‏ وأسيتون (بالإنجليزية: acetone)‏ وإسوسيانات الميثيل (بالإنجليزية: methyl isocyanate)‏ وبروبيوندولهيدي (بالإنجليزية: propionaldehyde)‏ اكتشفت لأول مرة على مذنّب.[384][385][386]
  - الإعلان عن أول شفق قطبي خارج المجموعة الشمسية، ويقع على قزم بني يبعد 18 سنة ضوئية من الأرض.[387]
  - أعلن علماء الفضاء اكتشاف "HD 219134 b"، وهو كوكب خارج المجموعة الشمسية صخري. ونظرًا لحجمه البالغ 1.6 من حجم الأرض وكثافته التي تبلغ 6 جرام/سم3 يعتبر أقرب كوكب مماثل للأرض خارج المجموعة الشمسية، يبعد 21.25 سنة ضوئية.[388][389]
  - أعلن علماء بوسطن عن تقنية جديدة للحصول على صور نانوية للدماغ بدقة أعلى مما سبق.[390]
- 31 يوليو
  - نجاح لقاح للإيبولا طوّرته وكالة الصحة العامة في كندا بنسبة 100% في تجاربه الأولى.[391]
  - بدراسة بنية ودرجة حرارة جناحيّ الفراشة، لاحظ العلماء خصائص فيزيائية ستساعد بصورة كبيرة في تحسين كفاءةالطاقة الشمسية.[392]

### أغسطس
- 3 أغسطس

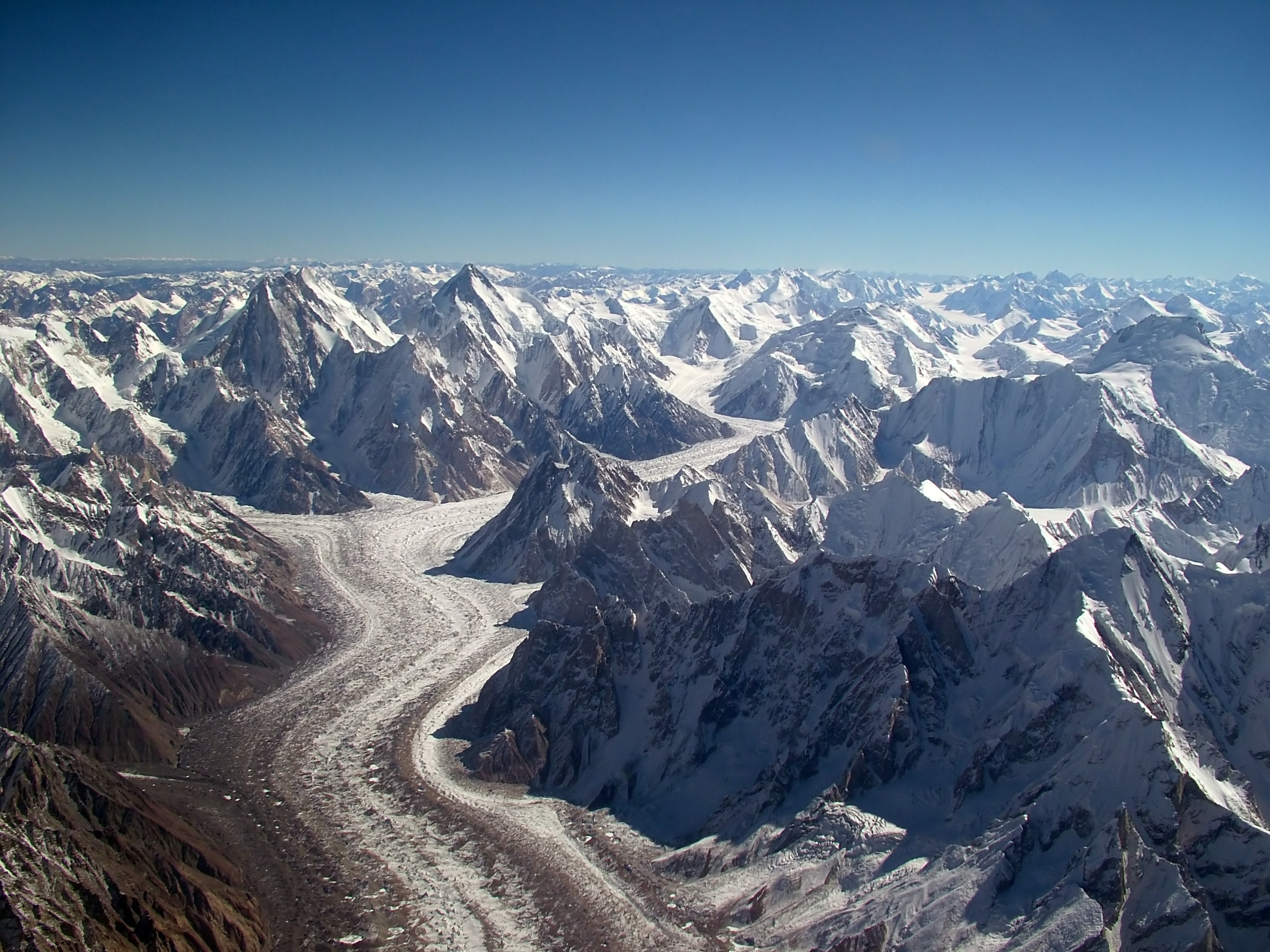
3 أغسطس: ذوبان الجليد حول العالم غير مسبوق وصار يحدث بمعدلات أسرع من أي وقت مضى.

  - أوضح باحثون أنه حتى إذا عُثِر على حل لانبعاثات ثنائي أكسيد الكربون، لن يكون ذلك كافيًا لإنقاذ المحيطات.[393][394]
  - أظهر تحليل شامل جديد للتغيرات في الجليد العالمي نشر في «صحيفة علم الجليد» أن معدلات الذوبان «غير مسبوقة» وصارت تحدث أسرع من أي وقت مضى.[395]
- 4 أغسطس
  - وافقت إدارة الغذاء والدواء بالولايات المتحدة على ليفي تيرا سيتام، أول حبة دواء بتقنية الطباعة ثلاثية الأبعاد.[396]
  - وفقًا لدراسة نشرتها الصحيفة الطبية البريطانية، ترتبط الأغذية الحارة بزيادة طول العمر.[397][398]
  - أظهر أول تحليل جيني على الإطلاق للأشخاص أصحاب معدلات الذكاء المرتفعة فروقًا جينية صغيرة لكن هامة بينهم وبين معظم البشر.[399]
- 5 أغسطس
  - أعلن علماء الفضاء بمرصد كيك عن أبعد مجرة تم رصدها على الإطلاق. تعرف بالمجرة EGSY8p7 ويحتاج ضوءها 13.2 مليار سنة ليصل للأرض.[400][401]
- 6 أغسطس
  - تم تعريف أول نوعي الضفاضع الزعافة بواسطة باحثون في البرازيل، والنوعان هما Corythomantis greeningi" و"Aparasphenodon brunoi".[402]
- 10 أغسطس
  - بقياس خرج الطاقة من جزء كبير من الكون بدقة أكبر بكثير من السابق، أعلن علماء الفضاء أن الكون يتلاشى تدريجيًا في كافة الأطوال الموجية. بمعنى آخر، فالكون يموت ببطئ.[403][404]

- 13 أغسطس

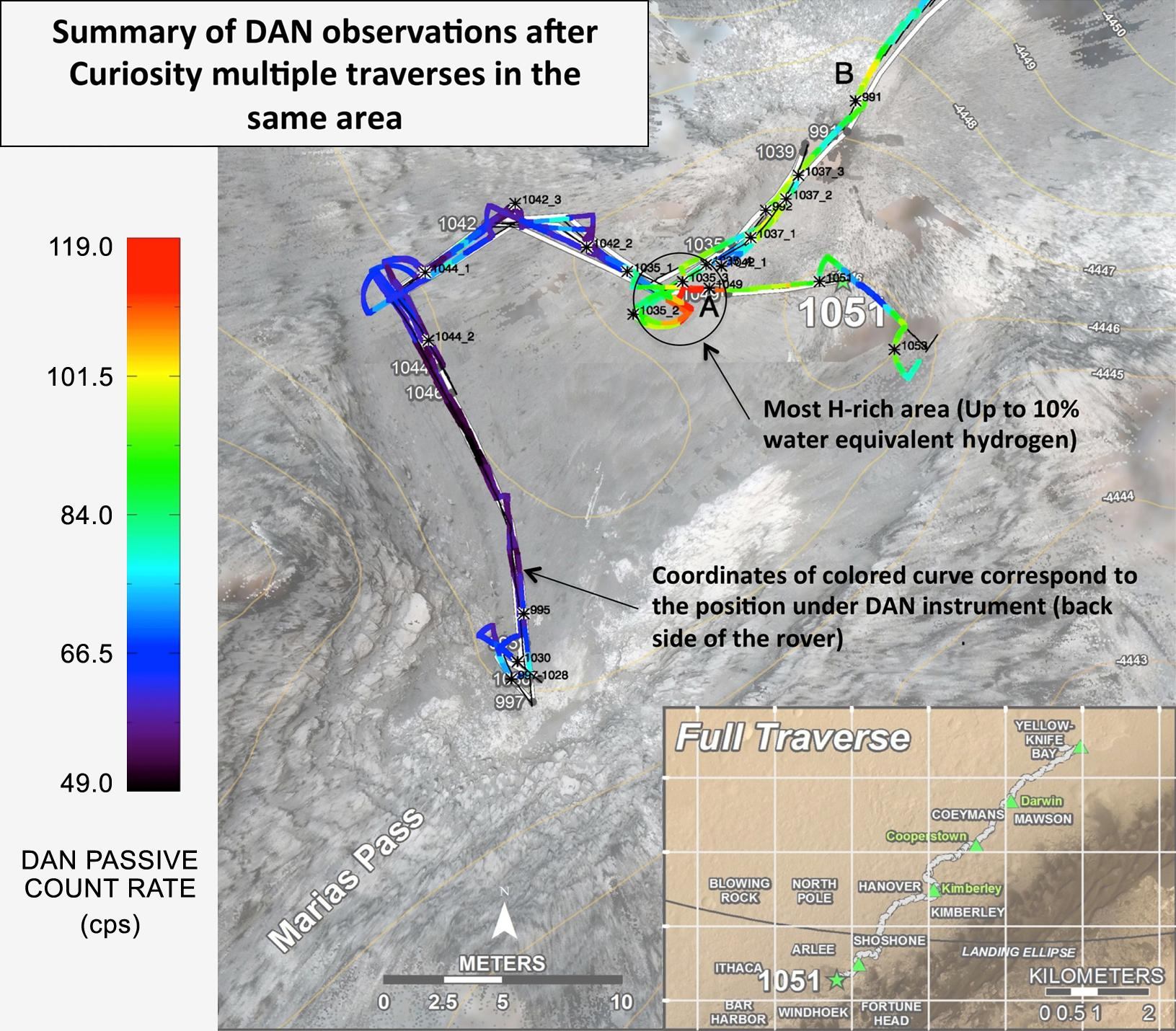
19 أغسطس: اكتشاف منطقة غنية بالهيدروجين على سطح المريخ بواسطة كيوريوسيتي روفر.

  - أعيد إنتاج نوع ابن مقرض أسود الأقدام المعرض للانقراض بنجاح باستخدام حيوانات منوية تعود لابن مقرض ميت منذ 20 عامًا.[406]
  - بتغيير جين وحيد، "PDE4B"، استطاع الباحثون زيادة ذكاء الفئران بالإضافة لخفض خوفهم وقلقهم. ويبعث ذلك الأمل في الوصول لعلاج أفضل للاضطرابات العقلية في المستقبل.[407][408]
- 17 أغسطس
  - بناءً على دراسات مع سفينة فضاء مستكشف بيئة الغبار والغلاف الجوي القمري، أعلن علماء ناسا عن اكتشاف النيون إكزوسفير القمر.[409]
- 19 أغسطس
  - أعلنت ناسا عن عدم وجود أساس علمي بأن العالم سينتهي نتيجة الاصطدام بكويكب بالقرب من بورتوريكو بين 15 و28 سبتمبر 2015.[410][411]
  - أعلن علماء ناسا أن كيوريوسيتي روفر قد اكتشفت منطقة غنية بالهيدروجين بشكل غير معتاد على سطح المريخ. ويعتقد ارتباط الهيدروجين المكتشف بأيونات ماء أو هيدروكسيل في الصخور أسفل الرحّآلة كيريوستي بثلاثة أقدام.[405]
  - وفقًا لدراسة نشرتها مجلة ذا لانسيت (بالإنجليزية: The Lancet)‏ الطبية، يعاني الذين يعملون لمدة 55 ساعة أسبوعيًا من زيادة في احتمالية التعرض للسكتات بنسبة 33% عمّن يعملون لمدة 35-40 ساعة أسبوعيًا، بالإضافة لزيادة 13% في احتمالية الإصابة بأمراض الشرايين القلبية.[412][413]
  - إعلان انقراض وحيد القرن السومطري في البرية بماليزيا.[414]
  - باستخدام الخلايا الجذعية، طوّر الباحثون دماغ بشري مصغّر في أواني مختبرية له نضج مكافئ لجنين يبلغ 5 أسابيع. ويعتقد أن يستخدم هذا الدماغ للحصول على نتائج أكثر دقة وأفضل لاختبارات العقاقير.[415]

- 20 أغسطس

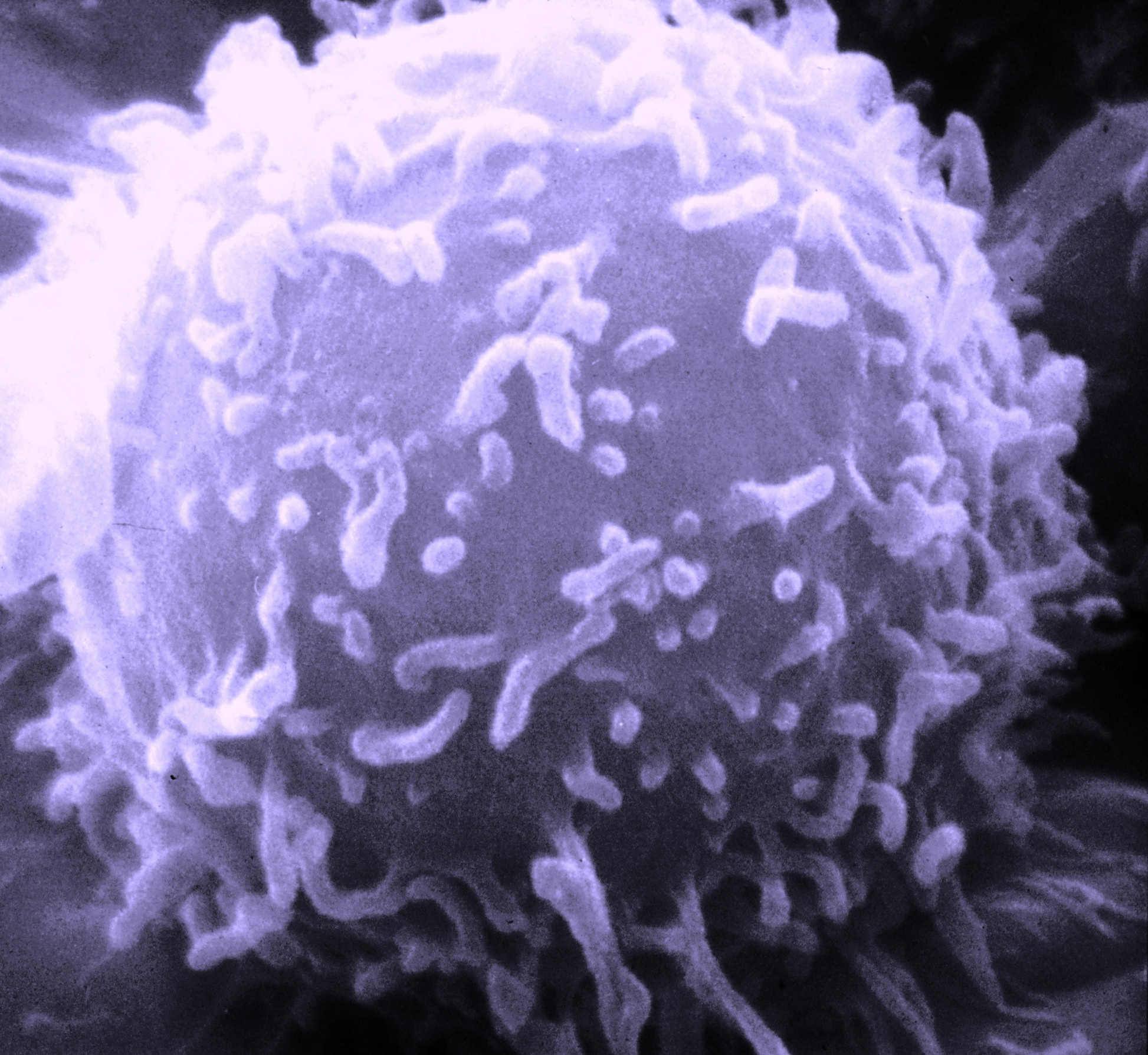
24 أغسطس: الإعلان عن طريقة جديدة لإيقاف نمو الخلايا السرطانية باستخدام بروتين "PLEKHA7".

  - وفقًا لبيانات الإدارة الوطنية للمحيطات والغلاف الجوي: شهر يوليو 2015 هو أعلى الشهور في درجات الحرارة على الأرض منذ بدء تسجيل درجات الحرارة عام 1880.[416][417]
  - أكد تقرير جديد نشر في مجلة ساينس على حاجة منطقة تايغا لإدارة وحماية أفضل كاستجابة للتغيرات العالمية هذا القرن.[418][419]
- 21 أغسطس
  - أوضح العلماء أن المجرات العملاقة الغير محتوية على نجم شاب أكثر تكون أكثر ملائمة للكواكب الصالحة للحياة بها.[420]
- 24 أغسطس
  - الإعلان عن طريقة جديدة لإيقاف نمو الخلايا السرطانية باستخدام بروتين "PLEKHA7".[421]
  - حقق علماء الفيزياء إنجازًت في توليد الطاقة بالاندماج بالحصول على بلازما هيدروجين محمص لـ5ملي ثانية، وهي فترة أطول من أي جهد سابق.[422]
- 26 أغسطس
  - حذر علماء ناسا من أن ارتفاع منسوب البحار مستقبلًا قد تم الاستهانة به.[423][424]
- 31 أغسطس
  - أعلن علماء اكتشافهم لأول بريون بشري جديد في خلال 50 عامًا تقريبًا.[425]

### سبتمبر
- 1 سبتمبر
  - أعلن العلماء اكتشافهم لبنتيكوبتيروس (بالإنجليزية: Pentecopterus Decorahens)‏، أقدم كائن من عريضات الأجنحة تم وصفه على الإطلاق، وهو كائن منقرض من مجموعة مفصليات الأرجل وعاش منذ 467.3 مليون عام مضت. وبلغ طوله تقديريًا 1.83 متر،[426][427] ووصف كـ«أول مفترس كبير حقيقي».[428][429]
- 2 سبتمبر
  - حذر تقرير أعدته «كلايميت أكشن تراكر» بشأن تعهدات الحكومات المترقبة في مؤتمر الأمم المتحدة للتغير المناخي 2015، وأنها إجمالًا غير كافية إذا استقر الأمر على أن يبقى الارتفاع في درجة الحرارة العالمية أقل من درجتين مئويتين.[430]
  - وفقًا لتقدير حديث، يوجد أكثر من 3 تريليون شجرة في الأرض[431][432]

- 3 سبتمبر

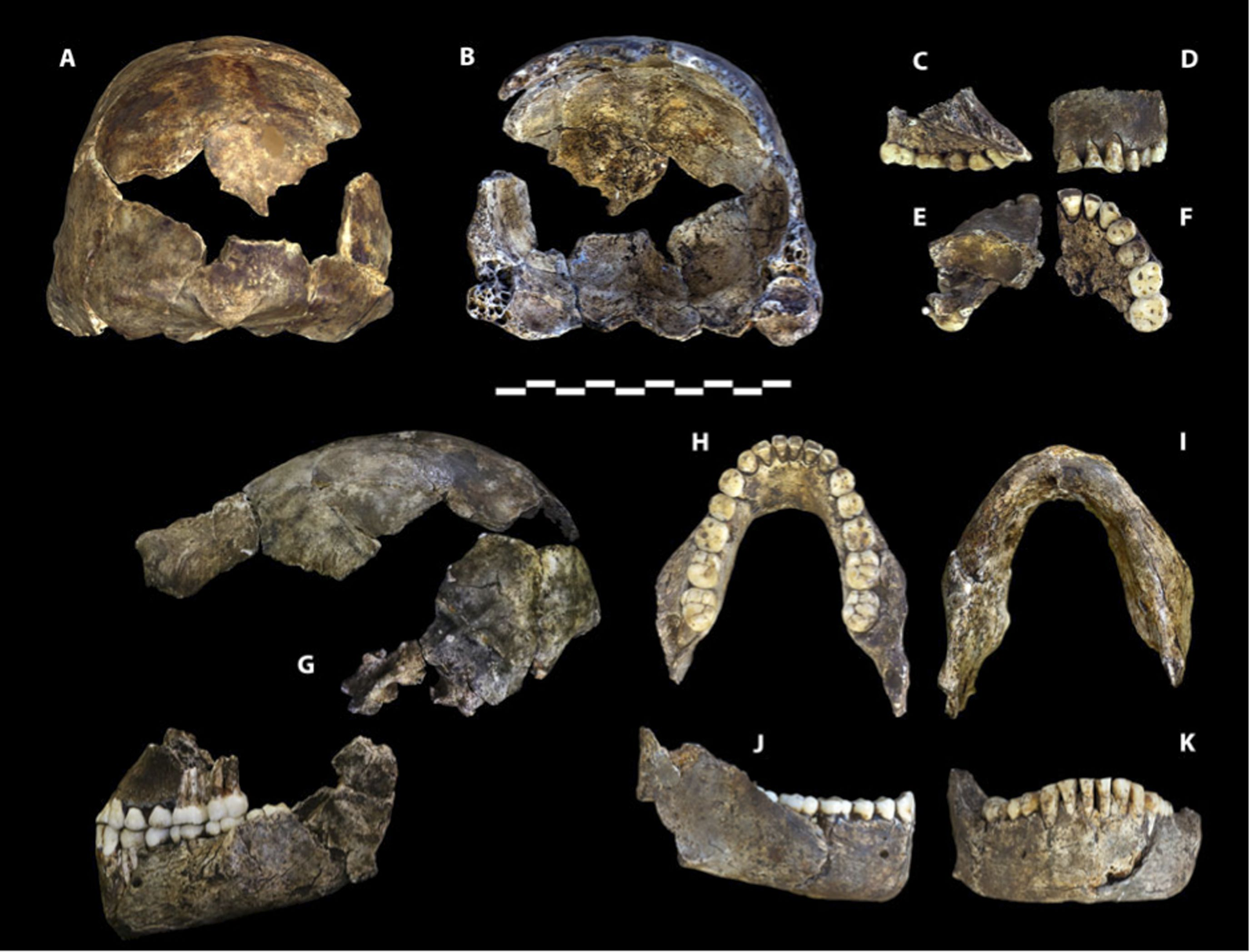
10 سبتمبر: أعلن علماء الأحياة القديمة عن نوعٍ جديد يشبه الإنسان، وهو هومو ناليدي، بناءً على اكتشاف أجزاء 15 هيكلًا عظميًا.

  - أعلن باحثون في معهد ماساتشوستس للتكنولوجيا عن أول تقنية طباعة ثلاثية الأبعاد قادرة على صناعة أجسام زجاجية شفافة.[433]
  - طرحت فيليبس أول شاشة من النقطة الكمومية في العالم.[434]
  - أعلن علماء بمصادم الهدرونات الكبير عن إنتاج بلازما كوارك-غلوونية، وهي حالة للمادة ظهرت في بداية الكون، وهي ممكنة مع جزئيات أقل مما كان يعتقد سابقًا.[435]
- 10 سبتمبر
  - أعلن علماء الأحياة القديمة عن نوعٍ جديد يشبه الإنسان، وهو هومو ناليدي، بناءً على اكتشاف أجزاء 15 هيكلًا عظميًا.[436] وعلى الرغم من توضيح الاكتشافات لأن العظام تنتمي لنوع جديد من جنس الهومو، يرى بعض الخبراء أنه يجب الحصول على أدلة أكثر للتحقق من هذا الادعاء.[437]
  - أعلن علماء وأخلاقيون وخبراء سياسة من مجموعة هينكستون أن الأبحاث المتعلقة بالتعديلات الوراثية للأجنة «ضرورية»، وأن المبدأ سيصبح «مقبولًا أخلاقيًا» في المستقبل.[438]
- 11 سبتمبر
  - كشفت ناسا عن أول صورة واضحة لقمر نيكس الصغير التابع لبلوتو، وتظهر الصورة حواف قاسية وفوهات بارزة.[439]
  - حذرت دراسة أجراها مجتمع علم النفس البريطانية من أن الضغط المستمر على المراهقين لاستخدام وسائل التواصل الاجتماعي يتسبب في انخفاض جودة النوم واحترام أقل للذات، كما يتسبب في زيادة القلق ومستويات الاكتئاب.[440]
  - من خلال داربا أصبح رجلًا مشلولًا بعمر ال28 أول إنسان يشعر بإحساس جسدي من خلال يد اصطناعية متصلة مباشرة بدماغه.[441]
- 13 سبتمبر
  - كسوف جزئي للشمس.

- 14 سبتمبر

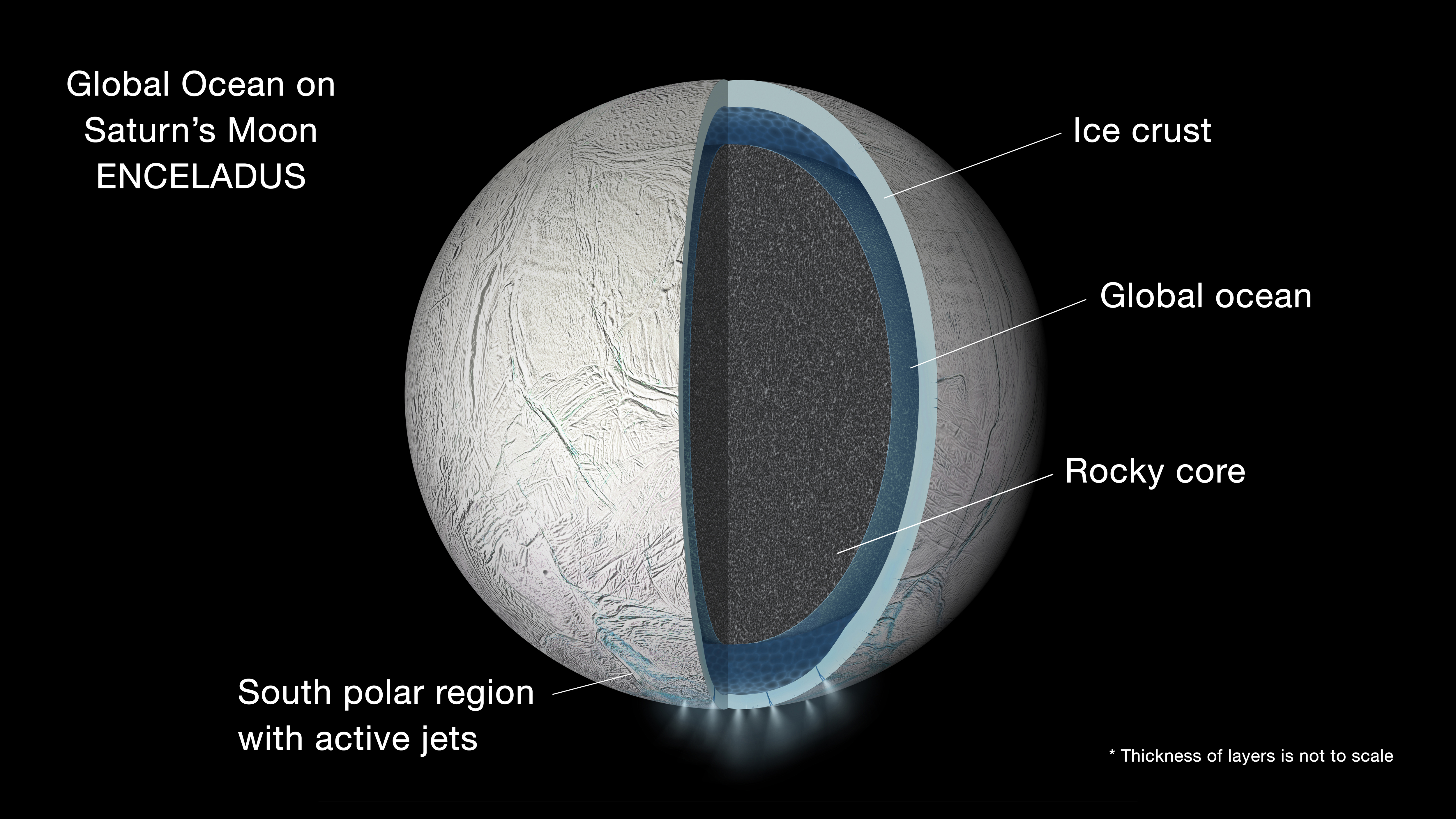
15 سبتمبر: العثور على محيط عالمي كروي في قمر زحل إنسيلادوس.

  - وفقًا لمكتب الأرصاد الجوية بالمملكة المتحدة، قد يكون العامين القادمين هما الأعلى في درجات الحرارة عالميًا على الإطلاق.[442]
  - أعلن علماء الفضاء عن ترددات ضوئية غير معتادة لكي اي سي 8462852، وهو من نجوم النسق الأساسي نوع-F في كوكبة الدجاجة، رصدتها مهمة كبلر أثناء البحث عن كواكب خارج المجموعة الشمسية. ظهرت تفسيرات مختلفة للظاهرة، من بينها الاعتقاد بوجود حضارات غير إنسانية.[443][444][445]
- 15 سبتمبر
  - عثرت كاسيني-هايجنز على محيط عالمي كروي تحت القشرة الثلجية لقمر زحل إنسيلادوس.[446]
- 16 سبتمبر
  - تم الإعلان عن أن شركات النفط قد علمت أن حرق النفط والغاز سيتسبب في الاحتباس الحراري من سبعينيات القرن العشرين، لكن مع ذلك قد أنكروا معرفة ذلك لسنوات.[447][448][449]
  - وفق دراسة أجراها كلًا من الصندوق العالمي للطبيعة وجمعية علوم الحيوان في لندن، وجد أن تعداد الثديات البحرية والأسماك والطيور والزواحف قد انخفض بنسبة 49% منذ عام 1970.[450] وركزت الدراسة على سمك التونة والإسقمري نظرًا لحالهم المزري، حيث تناقص تعدادهم بنسبة 74%.[451]
- 22 سبتمبر
  - نقل باحثون معلومات خلال جزئيات الضوء لمسافة 100 كيلومتر عبر الألياف الضوئية، وهي مسافة أبعد بأربعة أضعاف من أقصى مسافة سابقة.[452]
  - أعلن العلماء عن اكتشاف نوع ديناصور جديد، وهو "Ugrunaaluk". بلغ طوله 30 قدمًا وكان نباتيًا، كما عاش قبل 69 مليون عام أعلى الدائرة القطبية الشمالية، وهي أبعد مسافة شمالًا عاش بها أي ديناصورٍ آخر قد تم اكتشافه.[453][454]
- 23 سبتمبر
  - أشارت دراسة أجرتها ناسا لأن العوالق النباتية في المحيطات تتناقص بصورة كبيرة في نصف الأرض الشمالي.[455]
  - تم تطوير محركات صغيرة جامعة للكربون في جامعة كاليفورنيا، ومن المحتمل أن تقدم هذه المحركات حلًا لامتصاص ثاني أكسيد الكاربون من المحيطات.[456]
- 24 سبتمبر
  - استطاع رجل أمريكي مشلول السير مجددًا باستخدام نظام كومبيوتر يعيد توجيه الإشارات من دماغه إلى أقطاب كهربية في ركبته.[457]

- 27 سبتمبر

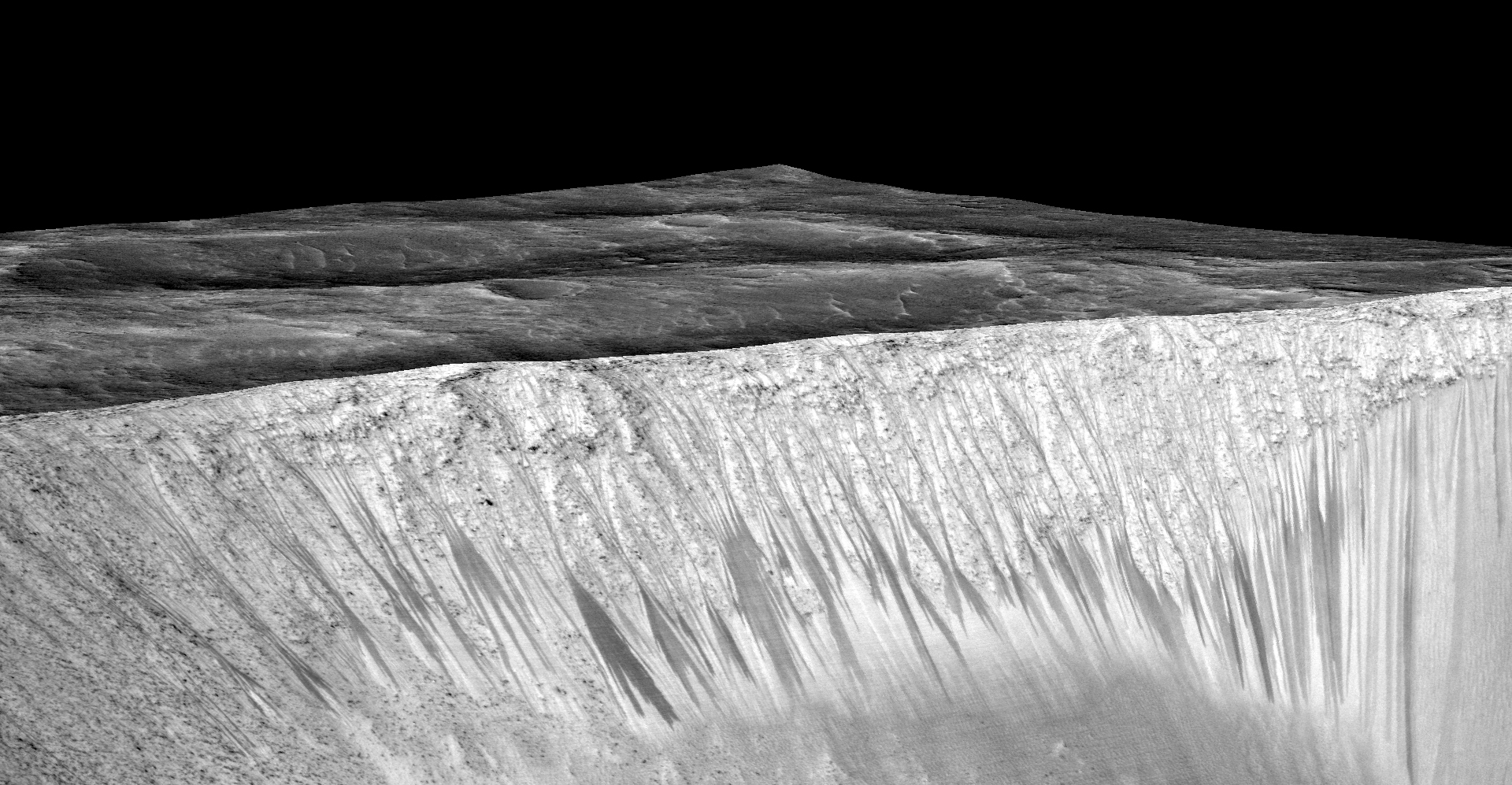
28 سبتمبر: بعد مراجعة الأدلة من مركز استكشاف المريخ الدائر، أعلنت ناسا أن الماء السائل موجود في الوقت الحاضر في المريخ.

  - خسوف كلي للقمر، حالته وقتها كانت «قمر عملاق» لأنه بدا بحجم أكبر في السماء. ظهر الخسوف في أوروبا والشرق الأوسط وأفريقيا والأمريكتين. سيحدث الخسوف القادم القادم الذي سيبدوا فيه القمر كـ«قمر عملاق» في أكتوبر 2033.[458]
- 28 سبتمبر
  - أعلن علماء ناسا عن أدلة -لأول مرة- تدعم فكرة وجود المياه على كوكب المريخ (في صورة أجاج سائل) يسري حاليًا على كوكب المريخ[459][460][461] (مقاطع فيديو للمؤتمر[462][463]).
  - الإعلان عن العثور على Angustopila Dominikae في جنوب الصين، وهو أصغر حلزون قد تم العثور عليه على الإطلاق. ويبلغ ارتفاع هذا النوع 0.86 ملليمتر.[464]
  - أوضح باحثون في كلية الملكة ماري بجامعة لندن عن مادة عضوية تجمع ذاتها بذاتها وتنمو وتغير شكلها، يمكن أن تؤدي لصناعة شرايين اصطناعية.[465][466]
- 29 سبتمبر
  - طوّر باحثون اختبارًا جديدًا يدعى "ViroCap" يمكنه الكشف تقريبًا عن أيّ فيروس معروف قد يصيب الإنسان أو الحيوان. وطرح الباحثون هذه التقنية للعامة لمساعدة المرضى وللأغراض البحثية.[467]

### أكتوبر
- 1 أكتوبر
  - أعلنت آي بي إم عن إنجاز سيساعد في تسريع استبدال التراسزتوارت السليكونية بأنابيب نانوية كربونية.[468]
- 2 أكتوبر
  - أضافت دراسة جديدة للاكتشافات السابقة أن الديناصورات قد تعرضوا للانقراض بسبب كلًا من زيادة الأنشطة البراكنية في مصاطب الدكن وواصطدام الكويكب تشيكسولوب.[469][470]
  - وفق بحث أجرته جامعة درم، من الممكن أن يصبح توليد الطاقة بالاندماج مجديًا خلال عقود قليلة، ويجب أن يبدأ واضعو السياسات في التخطيط للاستثمار بها لتحل محل محطات الطاقة النووية التقليدية.[471]
- 5 أكتوبر
  - وفقًا لأول تقييم عالمي شامل. يرجع ذلك للتجارة غير المشروعة وغيرها من الأنشطة البشرية.[472][473]
  - أعلنت ناسا عن اكتشافها لمجاري أجاج سائل على جبل الريح بالمريخ بالقرب من كيوريوسيتي روفر.[474]
- 6 أكتوبر
  - فاز كلًا من تاكاكي كاجيتا وآرثر ماكدونالد بجائزة نوبل في الفيزياء لعام 2015 على اكتشافهم لتذبذب النيوترينو والذي أظهر أن النيترونات لها كتلة.[475]
- 7 أكتوبر
  - فاز كلًا من توماس ليندال وبول مودريتش وعزيز سانجار بجائزة نوبل في الكيمياء لعام 2015 عن تفسيرهم للآليات الأساسية التي تساعد في حماية الجينوم البشري.[476][477]

- 8 أكتوبر

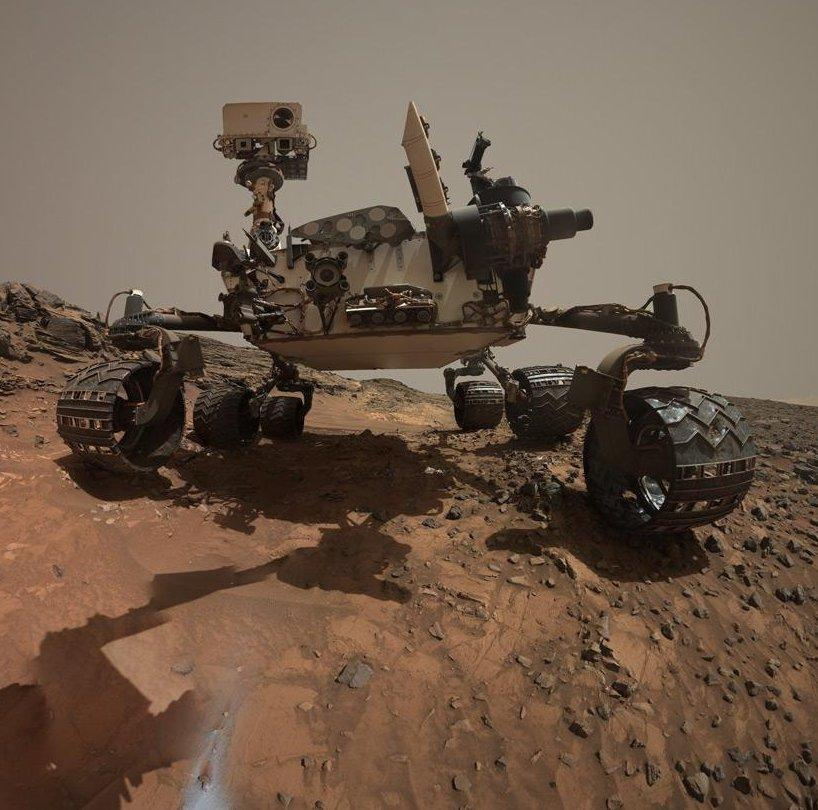
8 و28 أكتوبر: نشرت ناسا تفاصيل البعثة المأهولة إلى المريخ والمخاطر الصحية المتعلقة بها.

  - نشرت ناسا تفاصيل خطتها طويلة المدى الخاصة بالبعثة المأهولة إلى المريخ.[481]
  - أكّدت ناسا، بناءًا على نتائج من كيوريوسيتي روفر (ومارس ريكونيسانس أوربيتر)، أن البحيرات والمجاري الموجودة في فوهة غيل على سطح المريخ منذ 3.3 – 3.8 مليار عام نقلت الرواسب التي بنت الطبقات السفلى من جبل الريح.[482][483][484]
  - أعلنت ناسا أن سفينة الفضاء «نيو هورايزونز» قد اكتشفت سماءً زرقاء وماء مجمد كوكب بلوتو.[485]
  - إعلان ثالث حادثة تبييض للشعب المرجانية عالمية، ومن المحتمل أن تكون هي الأسوأ على الإطلاق.[486]
  - وفقًا لمعهد هولدن برين للرؤية، يقع مليار شخص حول العالم عرضة لالعمى بحلول عام 2050.[487]
  - بعد مجهودات واسعة استمرت ل10 سنوات، عرّف باحثون 238 جين يؤثر على التقدم في العمر في خلايا الخميرة.[488]
- 13 أكتوبر
  - حقق العلماء انفراجة في إيجاد علاج عام للسرطان، وذلك بربط بروتينات الملاريا بخلايا السرطان، وهو ما أظهر فعاليته في 90% من أنواع السرطان. ومن المتوقع أن تبدأ التجارب البشرية خلال 4 أعوام.[489][490]
  - كشف علماء الأدلة الجنائية عن تحليل كيميائيّ يمكنه تحديد نوع الجنس من بصمة الأصبع. ويعتمد هذا الاختبار على تباين معدلات حمض أميني محدد في العرق بين الرجال والنساء.[491][492]
- 14 أكتوبر
  - أعلن العلماء عن عثورهم على مستحاثة تشير لوجود حياة على الأرض منذ 4.1 مليار عام، وهي مدة أبكر ب300 مليون عام من أي وقت قد عرف على الإطلاق.[493][494]
- 15 أكتوبر
  - طوّر باحثون في جامعة ستوكهولم مادة تقوم بالتقاط ثنائي أكسيد الكربون في وجود الماء.[495]
  - أعنلت تشاتانوغا أنها ستقدم خدمة عامة توفر -لأول مرة في العالم- خدمة بنطاق 10 جيجابايت عبر مساحة كبيرة.[496]
- 20 أكتوبر
  - استخدم باحثون في كاليفورنيا بيانات ضخمة لتعريف أكثر من 100 جين مسبب لسرطانات جديدة.[497]
  - ربما تتسبب الكيماويات الواقية من الشمس مثل أوكسيبينزون نقص الشعاب المرجانية القريبة من المناطق السياحية، وذلك وفقًا لدراسة من جامعة وسط فلوريدا.[498]

- 21 أكتوبر

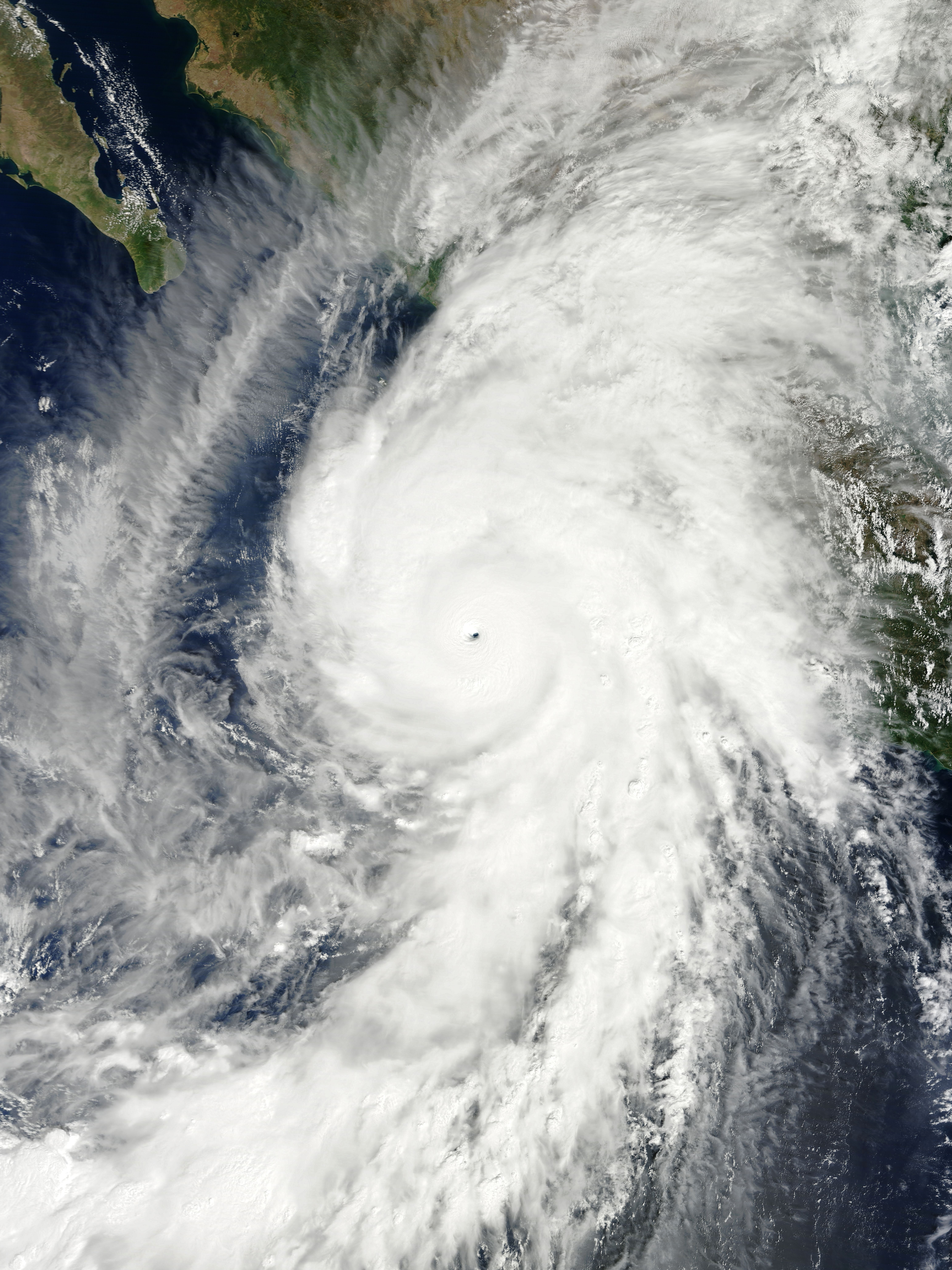
23 أكتوبر: أصبح إعصار باتريسيا هو أشد إعصار استوائي في نصف الكرة الأرضية الغربي على الإطلاق من حيث الضغط الجوي والأشد عالميًا من حيث سرعة الرياح.

  - وصفت صحيفة نيتشر أول ملاحظة مباشرة لنظام شمسي يتمزق بواسطة قزم أبيض.[499][500]
  - تعرّف العلماء على أسخن وأضخم ثنائي متصل باستخدام المقاريب العظيمة. ويقع النظام ثنائي النجوم المسمى "VFTS 352" على بعد 160,000 سنة ضوئية في سديم العنكبوت، والذي هو جزء من سحابة ماجلان الكبرى.[501]
  - أعلن العلماء أن ظاهرة التشابك الكمي مدعومة بقوة بناءً على دراسة «اختبار بيل الخالي من الثغرات» (بالإنجليزية: Loophole-free Bell Test)‏.[502][503]
  - أكّدت الإدارة الوطنية للمحيطات والغلاف الجوي أن درجة الحرارة المتوسطة عالميًا في شهر سبتمبر 2015 كانت الأكثر انحرافًا عن المعتاد أكثر من أي شهر آخر على الإطلاق.[504]
  - أعلنت وكالة الفضاء الأوروبية أن موقع "Oxia Planum" على كوكب المريخ سيكون أفضل لهبوط إكسو مارس روفر.[505][506]
- 22 أكتوبر
  - وفقًا لباحثين في جامعة ميسوري: علاج جيني جديد لسوء التغذية العضلي في الكلاب، ومن المحتمل أن تبدأ التجارب على البشر في السنوات القليلة القادمة.[507]
- 23 أكتوبر
  - أصبح إعصار باتريسيا هو أشد إعصار استوائي في نصف الكرة الأرضية الغربي على الإطلاق من حيث الضغط الجوي والأشد عالميًا من حيث سرعة الرياح.[508]
  - استخدم فيزيائيون أمريكيون الليزر لصناعة بوزيترونات – الجسيمات المضادة للإلكترونات – في الرقم والكثافة.[509]

- 26 أكتوبر

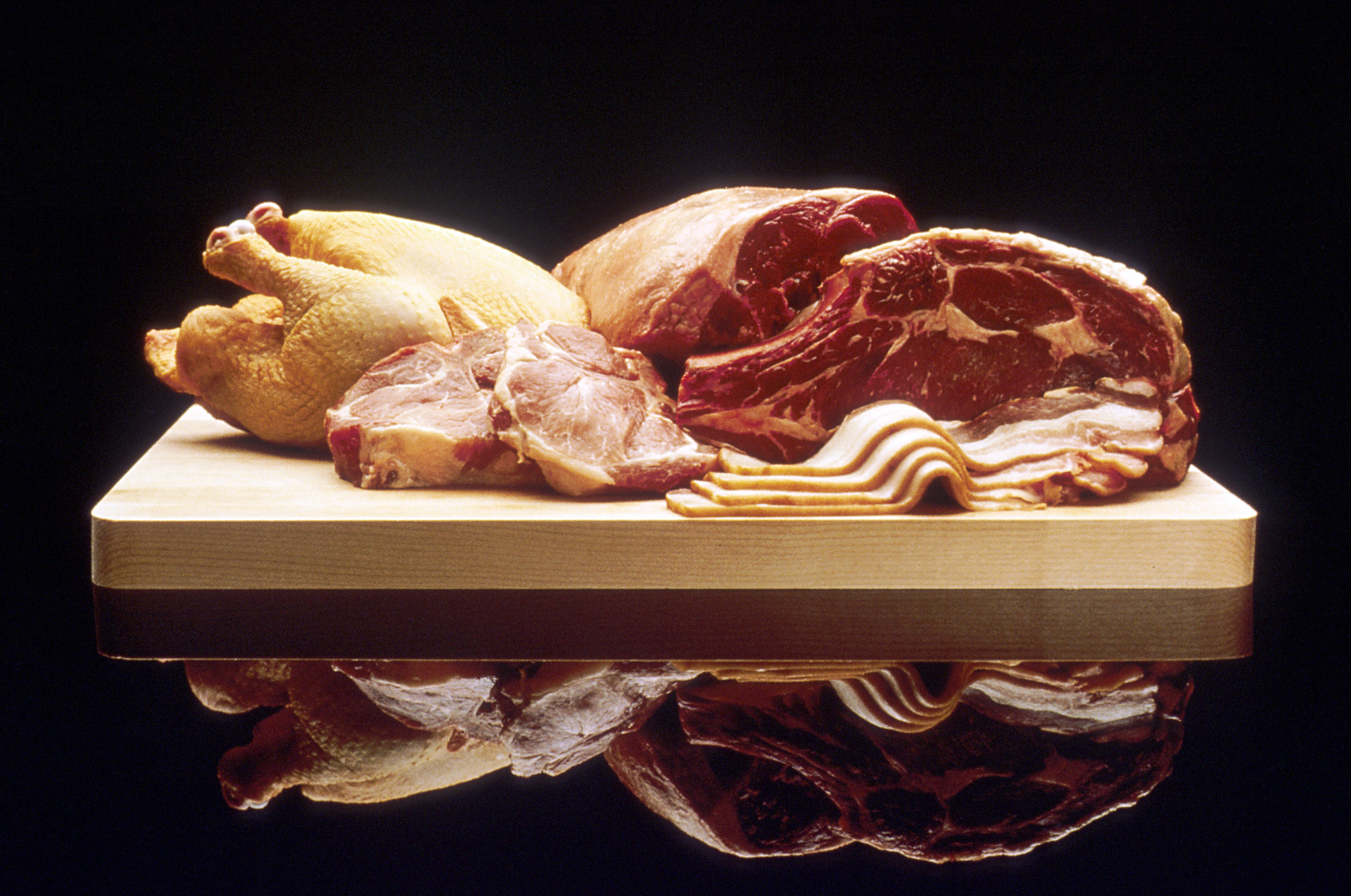
26 أكتوبر: تناول الاللحوم المصنعة أو اللحوم الحمراء يرتبط ببعض أنواع السرطان وفق منظمة الصحة العالمية.

  - تناول اللحوم المصنعة (مثل اللحم المقدد والهامبرجر والنقانق والسجق) أو اللحوم الحمراء يرتبط ببعض أنواع السرطان وفقًا للوكالة الدولية لأبحاث السرطان التابعة لمنظمة الصحة العالمية.[510][511][512]
  - توقعت دراسة جديدة أجراها معهد ماساتشوستس للتكنولوجيا أن موجة حر ستصيب منطقة الخليج العربي وتجعلها غير قابلة للعيش بها في أواخر القرن الحادي والعشرين.[513][514]
- 27 أكتوبر
  - تمكن باحثون في جامعة بريستول من صناعة شعاع جرّار باستخدام هولوغرام مصنوع من موجات صوت، ويستطيع نقل أجسام صغيرة لمسافات تبعد حتى 40 سم تقريبًا.[515]
- 28 أكتوبر
  - عرض مدير وكالة ناسا، تشارلز بولدين، الخطوات القادمة لرحلة الإنسان إلى المريخ في مركز التقدم الأمريكي في واشنطن العاصمة.[478][516][517][518]
- 29 أكتوبر

أصدر مكتب المفتش العام بناسا تقريرًا عن المخاطر الصحية لرحلة البشر إلى المريخ.
- 30 أكتوبر
  - طوّر باحثون في مركز السرطان الطبي في أمستردام تحليلًا للدم يتمكن من تشخيص السرطان من خلال قطرة دم واحدة باحتمالية 97%، وبنسبة 6-8% تقريبًا احتمالية تشخيص خاطئ في الأصحاء.[519][520]
- 31 أكتوبر
  - مرّ الكويكب 145 تي بي 2015، وهو من أجرام قريبة من الأرض بقطر يقارب 600 متر، بِبُعدٍ بلغ 1.27 مسافة قمرية من الأرض.[521]

### نوفمبر
- 5 نوفمبر

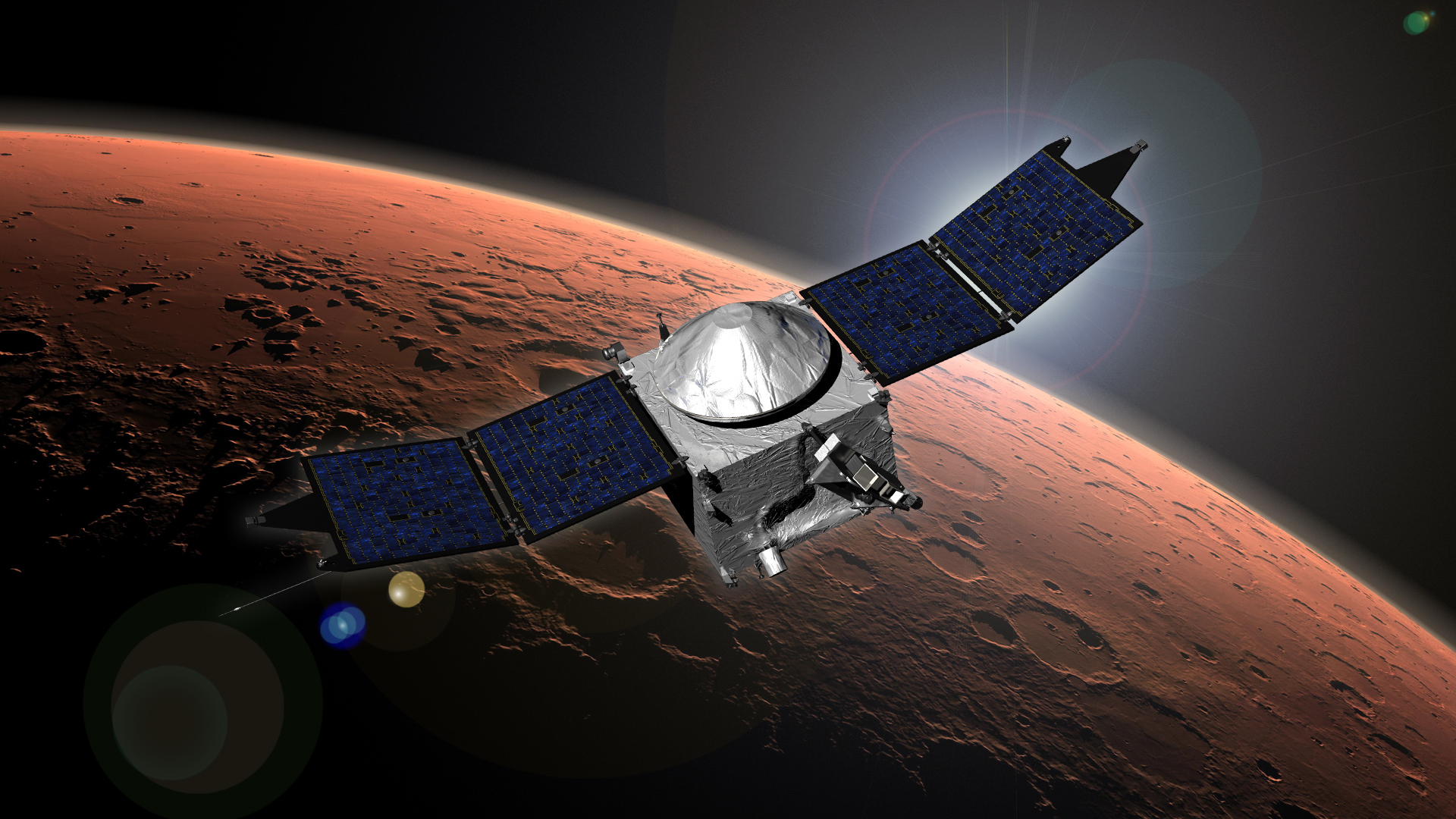
5 نوفمبر: ساعد مسبار مافن، والذي يدور حول المريخ، في استنتاج الرياح الشمسية التي نزعت الغلاف الجوي للمريخ عبر سنوات.

  - أعلن علماء ناسا بناءً على نتائج مسبار مافن الذي يدور حول المريخ، أن الرياح الشمسية هي المسؤولة عن تجريد المريخ من غلافه الجوي عبر سنوات.[522][523]
  - توصل العلماء في جامعة كاليفورنيا إلى مادة كيميائية يمكن أن تستخدم في قطرة عين لعكس الساد، المسبب الرئيسي للعمى.[524]
  - استخدمت أول خلايا مناعية معدلة وراثيًا في العالم لعلاج ابيضاض الدم غير قابل للعلاج في طفلة بعمر عام.[525]
  - توصّل علماء الخلايا الجذعية للعملية ذات المستويين عن كيفية تصنيع الدم، لتقلب بذلك عقودًا من العلم. وادعى الباحثون أن اكتشافهم سيؤدي لتحسينات جذرية وعلاجات لاختلالات الدم.[526]
- 10 نوفمبر
  - اكتشف علماء الفضاء في 774104، وهو جسم يببعد 103 و.ف. من الشمس، وفي حال تأكيده، سيكون هو أبعد ما تم اكتشافه في المجموعة الشمسية على الإطلاق. أبعد جسم حاليًُا هو الكوكب القزم إريس والذي يبعد 90 و.ف.[527]
- 11 نوفمبر
  - بدء الأعمال الأرضية في تليسكوب ماغيلان العملاق. ومن المتوقع أن يبدأ التليسكوب العمل المبدأي بحلول 2021، على أن يعمل بكامله عام 2025.[528][529]
  - أعلن العلماء عن عثورهم على سنّ لمستحاثة يبلغ عمره 110,000 عامًا ويحتوي على دي إن إيه يعود لدينيسوفا (بالإنجليزية: Denisova)‏، وهو نوع منقرض للإنسان في جنس الهومو.[530][531]

- 12 نوفمبر

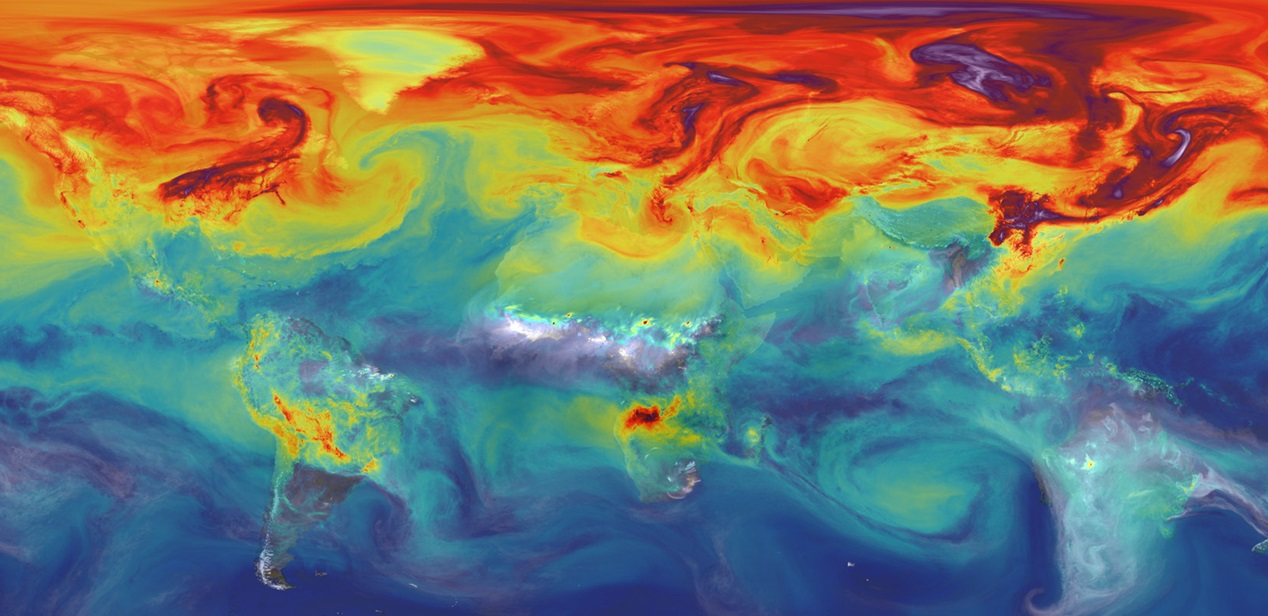
12 نوفمبر: ثنائي أكسيد الكربون في الغلاف الجوي للأرض إذا لم تمتص «نصف» انبعاثات الاحتباس الحراري العالمي.
(محاكاة بالحاسوب لناسا).

  - أعلن علماء ناسا أن ثنائي أكسيد الكربون (CO2) المتسبب به الإنسان مستمر في الزيادة بمعدلات لم تعهد منذ مئات الآلاف من السنين: حاليًا، نصف ثنائي أكسيد الكربون المنبعث من حرق الوقود الحفري يبقى في الغلاف الجوي ولا تمتصه النباتات ولا المحيطات.[532][533][534][535]
  - اخترع علماء معهد ماساتشوستس للتكنولوجيا عملية فعّآلة جديدة معتمدة على الموجات الصادمة لتحلية المياه.[536]
  - الإعلان عن ذوبان منطقة "Zachariae Isstrom" الجليدية في جرين لاند وانهيارها في شمال المحيط الأطلسي، وتملك المنطقة مياه كافية لرفع منسوب المياه العالمي بنصف متر[537]
- 16 نوفمبر
  - أفاد العلماء أن حيوان جدة الحرامية "Haramiyavia" من رتبة الحراميات والذي عاش منذ حوالي 200 مليون عام واعتقد أنه أقدم الحيوانات العاشبة المكتشفة، ليس من الثدييات كما اعتقد في بادئ الأمر، بل هو جزء من فرع ثانوي أقدم.[538][539]
  - عرض باحثون إيرانيون في جامعة طهران أحدث جيل من روبوتهم المحاكي للبشر، سورينا.[540]
  - كشفت جامعة رايس عن غواصات نانوية بنيت من 244 ذرة وقادرة على الحركة بسرعة 1 إنش في الثانية.[541][542]
- 17 نوفمبر
  - ترتبط طفرة جينية في مستقبلات السيروتونين 2ب بالاندفاعية في البشر، خاصة الذين هم في حالة سكر، وذلك وفقًا لبحث من جامعة هلسنكي في فنلندا.[543]
  - طوّر العلماء مستشعر مرن يعالج نفسه بنفسه بطريقة تحاكي الشفاء الذاتي للجلد البشري. حيث تشفى الخدوش والقطعات التي يعرض لها المستشعر في أقل من يوم واحد.[544]
- 18 نوفمبر
  - كشف مهندسو جامعة واشنطون عن تطوير تقنية جديدة تستخدم راوتر الواي فاي لتزويد الأجهزة بالطاقة.[545]
  - التقط علماء الفضاء بجامعة أريزونا أول صورة لتشكل كوكب خارج المجموعة الشمسية في قرص كوكبي أولي. ويقع الكوكب LkCa 15b على بعد 450 سنة ضوئية، ويدور حول نجم يسمى"LkCa15".[546]

- 19 نوفمبر

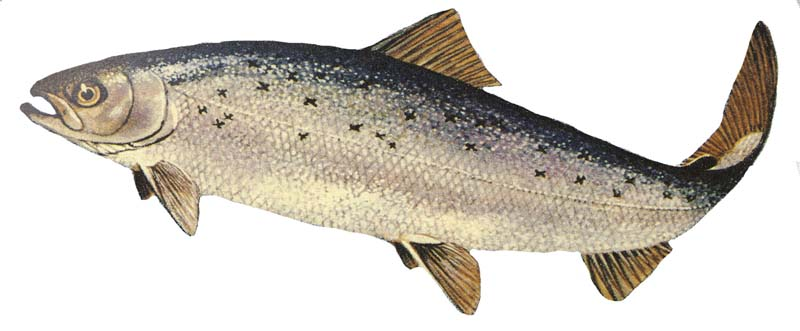
19 نوفمبر: وافقت إدارة الأغذية والأدوية بالولايات المتحدة على سمك السالمون المعدل وراثيًا للاستخدام البشري.

  - وافقت إدارة الأغذية والأدوية بالولايات المتحدة لأول مرة على سمك السالمون المعدل وراثيًا للاستخدام البشري.[547]
- 20 نوفمبر
  - استخدم الأطباء الواقع الافتراضي في الجراحة لأول مرة، وقد ساعد ذلك في إزالة دوران تاجي مسدود لمريض ذكر.[548]
- 24 نوفمبر
  - بمراجعة المؤلفات العلمية بواسطة جامعة بريستول: لا يوجد أي دليل موضوعي على «توقف» في الاحتباس الحراري العالمي.[549]
- 25 نوفمبر
  - بإيقاف ما يقرب من 18,000 جين — 90 بالمئة من كامل الجينوم الإنساني — استطاع العلماء بجامعة تورنتو تعريف الجينات الأساسية التي لا غنى عنها لبقاء الخلية.[550]
- 30 نوفمبر
  - توقعت هيئت المسح الجيولوجي الأمريكية أن بين 16 و24 بالمئة من التربة الصقيعية بألاسكا ستختفي بحلول عام 2100.[551]

### ديسمبر
- 1–3 ديسمبر
  - عقدت القمة العالمية للتحرير الجيني في واشنطن.[552]
- 1 ديسمبر
  - عثر على تركيبات تماثل الأوعية الدموية في حفرية هادروصور يبلغ عمرها 80 مليون عامًا، وقد أثبت أنها تعود في الأصل لحيوان، وليس غشاء حيوي رقيق أو أية ملوثات أخرى.[553]
  - طوّر معهد ماساتشوستس للتكنولوجيا نظام استقطاب ثلاثي الأبعاد يمكنه مضاعفة دقة أجهزة التصوير ثلاثي الأبعاد التقليدية لألف ضعف.[554]
  - أطلقت سيكو إبسون «بيبر لاب - PaperLab» أول نظام ورق مكتبي في العالم يقوم بتحويل النفايات الورقية إلى أوراق جديدة.[555]
- 3 ديسمبر
  - إطلاق مهمة «ليسا باثفايندر» بواسطة وكالة الفضاء الأوروبية.[556]
- 4 ديسمبر
  - نشر معهد دراسات الأرض في جامعة كولومبيا دراسة جديدة تعزز من الاكتشافات التي تشير لأن الحقبة القروسطية الدافئة كانت محدودة المدى وليست عالمية.[557]
  - كشف بحث أجرته جامعة ستوكهولم أن السدود والري قد رفعت من استهلاك الأفراد عالميًا للمياه العذبة بنسبة 20% عما اعتقد سابقًا.[558]
- 7 ديسمبر
  - الإعلان عن نجاح مسبار أكاتسوكي الياباني في الدوران حول كوكب الزهرة في محاولته الثانية، وذلك بعد أن فشل في ذلك في أول محاولة عام 2010.[559]
  - صنع باحثون في جامعة آيندهوفن للتكنولوجيا أصغر مستشعر لدرجة الحرارة في العالم، يستند طاقته من موجات الراديو ويمكن استخدامه في تطوير إنترنت الأشياء.[560][561]
- 9 ديسمبر
  - ولادة أول جراء ناتجين عن تلقيح صناعي من نوع «الأنابيب الاختبارية» (بالإنجليزية: Test Tube)‏ في الولايات المتحدة بعد أعوام من المحاولات.[562][563]
  - أعلن علماء ناسا أن البقع المضيئة على الكوكب القزم سيريس ربما تعود لنوع من الملح، خاصة في صورة أجاج يحتوي كبريتات المغنسيوم سداسي الجزئيات MgSO4·6H2O); ووجد أيضًا أن البقع تتعلق بصلصال غني بالأمونيا.[564]
- 10 ديسمبر
  - أجري أول اختبار الهيليوم البلازما في مفاعل ويندلاشتاين 7 إكس.[565]
  - بناءً على بيانات مصفوف مرصد أتاكاما المليمتري الكبير، أعلن العلماء عن احتمالية وجود «أرض فائقة» أو كوكب إكس في حواف النظام الشمسي في اتجاه ألفا سنشوري.[566]
- 11 ديسمبر
  - أعلن علماء الحفريات اكتشافهم لـ"Hualianceratops"، وهو ديناصور سيراتوبسيا عاشب عاش منذ 160 مليون عام في غرب الصين.[567][568]
  - كشفت أبحاث ديزني عن طريقة «فيس دايركتور» (بالإنجليزية: FaceDirector)‏، وهي طريقة جديدة لتعديل الأداء الوجهي للممثل في مرحلة ما بعد الإنتاج للحصول على التعبير الوجهي الصحيح بدلًا من إعادة تصوير المشاهد مرات متعددة.[569]

- 14 ديسمبر

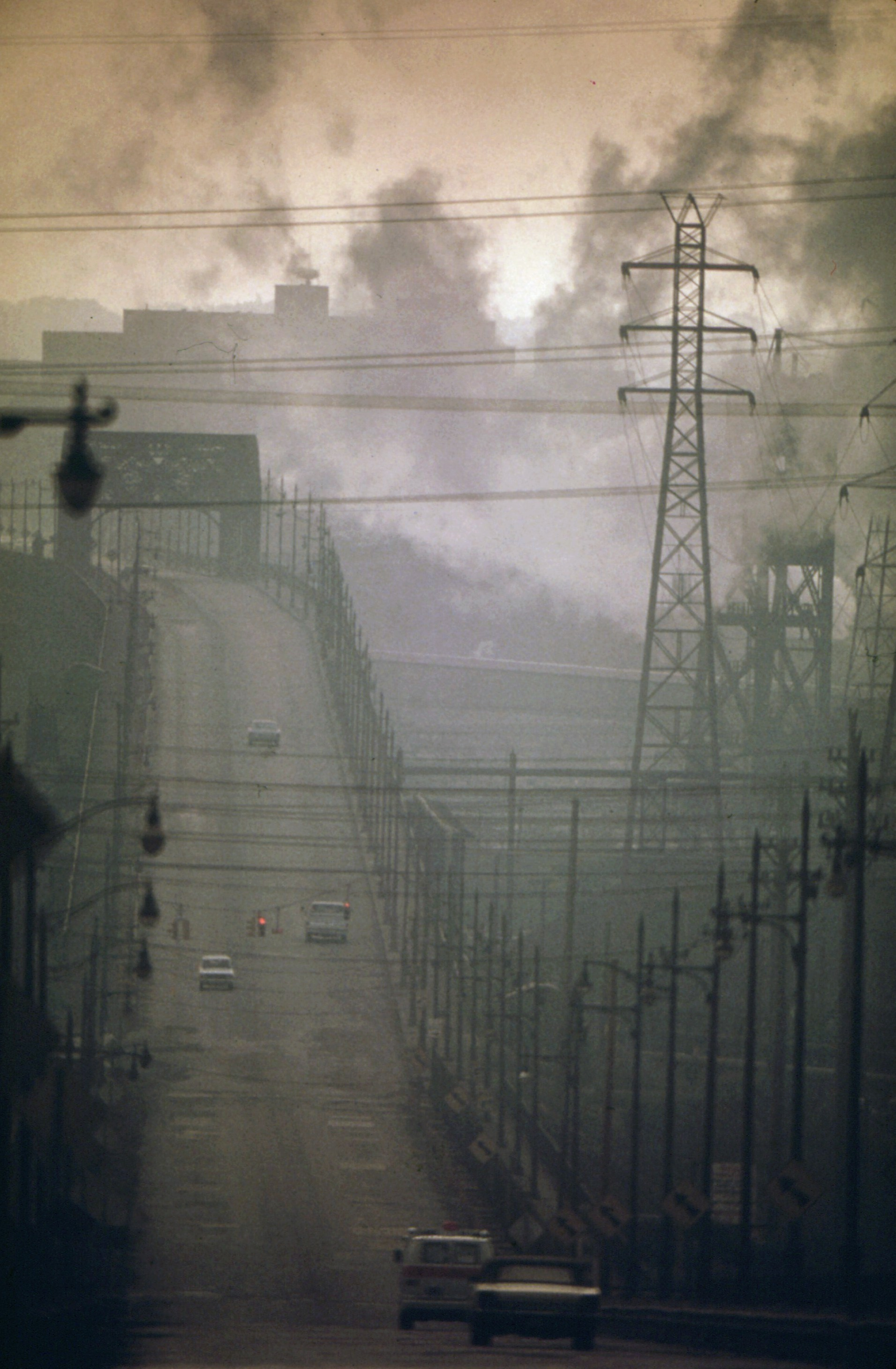
16 ديسمبر: السرطان في الأساس سببه العوامل البيئية.

  - أعلن معهد ماساتشوستس للتكنولوجيا عن مجهر قوة ذرية جديد قادر على مسح الصور بـ2,000 مرة أسرع من أي نموذج تجاري موجود الفعل. يتيح ذلك العمل مع فيديوهات بسرعة مقاربة للواقع.[571]
- 15 ديسمبر
  - أعلن فريقان من الفيزيائيين، يعملان بشكل منفصل في سيرن، عن تلميجات أولية لجسيم دون ذري جديد.[572][573][574]
  - أعلن عن أصغر صورة مطبوعة بنفث الحبر بعد استخدام باحثون في سويسرا للنقاط الكمومية لإنتاج صورة ملونة بأبعاد 0.0092 ملليمتر2 (80 ميكرومتر x 115 ميكرومتر) لسمكة المهرج بدقة بلغت 25,000 نقطة لكل إنش.[575]
- 16 ديسمبر
  - السرطان في الأغلب ينتج عن التأثيرات البيئية، وليس بصورة كبيرة بسبب سوء الحظ، وفق دراسة قام بها علماء الطب. فالحفاظ على وزن صحّي وتناول أغذية صحية وتقليل الكحول والابتعاد عن التدخين يقلل من خطر الإصابة بالمرض.[570][576]
- 17 ديسمبر
  - طوّر باحثون طريقة إحصائية جديدة للبيانات الضخمة، عرفت بـ iGWAS، تعرف خمسة مواقع كروموسومية لطول العمر مرتبطة بتقدم صحي في العمر.[577]
- 19 ديسمبر
  - كشفت ناسا عن آخر تحليق لكاسيني-هايجنز حول إنسيلادوس، قمر زحل.[578]
- 21 ديسمبر
  - حققت شركة سبيس إكس الأمريكية، والتي يرأسها إيلون ماسك، إنجازًا تاريخيًا في رحلات الفضاء وذلك بهبوط صاروخ فالكون 9 رأسيًا، ليشير بذلك على إمكانية استخدام أنظمة الإقلاع القابلة لإعادة الاستخدام.[579]
  - كاستجابة للانخفاض الكبير في تعداد الأسود في البرية، صنّفت المؤسسة الأمريكية للأسماك والحياة البرية نوعين فرعيين للأسود كمعرض لخطر الانقراض ومهدد. نوع Panthera leo leo والموجود في الهندس وأفريقيا تم تصنيفه كمعرض للانقراض، أما نوع Panthera leo melanochaita والموجود في جنوب وشرق أفريقيا فقد صنف كمهدد.[580]
- 22 ديسمبر
  - ألغت ناسا إطلاق مهمة المريخ انسايتفي مارس، وذلك بسبب تسريب الهواء في واحدة من الأدوات العلمية الرئيسية. ولم يتضح بعد إذا ما كانت ستلغى العملية تمامًا أم تتأجل لعام 2018.[581][582][583]
- 28 ديسمبر
  - أعلن العلماء اكتشاف نوع جديد للبازلت غني بالإلمينيت على سطح القمر، وهو معدن أسود اكتشفته سفينة تشانج آه 3 الصينية التي هبطت على القمر عام 2013.[584]
- 30 ديسمبر
  - أعلن رسميًا اكتمال الصف السابع في الجدول الدوري، وذلك بعد اكتشاف العناصر 113 و115 و117 و118.[585]

## الجوائز

### ميداليات اليونيسكو
- ميدالية اليونسكو لتطوير علم وتقنية النانو: فالنتين بوكتياروف وكونستانس تشانغ حسنين وسودابيه دافاران وفلاديمير فورتوف وميخائيل كوفالتشوك وتيبيلو نيوكونغ وميخائيل سيليانين وسام انديجا.[586][587]

## وفيات
- 8 يناير
  - جون داكويرث، فيزيائي بريطاني (ولد 1916).[588]
- 20 يناير
  - لورنس هوغبن، عالم أرصاد جوية وضابط بحري نيوزيلاندي (ولد 1916).[589]
- 27 يناير
  - تشارلز تاونز، عالم فيزياء أمريكي حائز على جائزة نوبل في الفيزياء وساهم في اختراع الليزر (ولد 1915).[590]
- 25 فبراير
  - ريموند سمولمان، عالم فلزات وأكاديمي بريطاني (ولد 1929).[591]
- 23 مايو
  - جون فوربس ناش، عالم رياضيات أمريكي حاز على جائزة نوبل في العلوم الاقتصادية لعام 1994، وصنع عن قصة حياته فيلم كتاب وفيلم A Beautiful Mind (ولد 1928).[592]
- 29 يونيو
  - جوزيف براين نيلسون، عالم طيور وأكاديمي بريطاني (ولد 1932).[593]
- 30 أغسطس
  - أوليفر ساكس، عالم طب الجهاز العصبي بريطاني (ولد 1933).[594]
- 30 سبتمبر
  - غيدو ألتاريللي، عالم فيزياء نظرية إيطالي (ولد 1941).[595]

## وصلات خارجية
- "Medical sciences news highlights of 2012". BBC. 29 December 2012.
- "27 Science Fictions That Became Science Facts In 2012". بزفيد. 19 December 2012.
- "366 days: Nature's 10 – Ten people who mattered this year". نيتشر (مجلة). 19 December 2012.
- Science obituaries at Legacy.com